# Llista d'asteroides (219001-220000)
Llista d'asteroides del 219.001 al 220.000, amb data de descoberta i descobridor. És un fragment de la llista d'asteroides completa. Als asteroides se'ls dona un número quan es confirma la seva òrbita, per tant apareixen llistats aproximadament segons la data de descobriment.

## 219001–219100
| Nom      | Designació provisional | Data de descobriment   | Lloc de descobriment | Descobridor/s                                          |
| -------- | ---------------------- | ---------------------- | -------------------- | ------------------------------------------------------ |
| 219001 - | 2008 JX20              | 9 de maig de 2008      | Grove Creek          | F. Tozzi                                               |
| 219002 - | 2008 JE39              | 3 de maig de 2008      | Kitt Peak            | Spacewatch                                             |
| 219003 - | 2008 KR11              | 27 de maig de 2008     | Calvin-Rehoboth      | Calvin College                                         |
| 219004 - | 2008 SR50              | 20 de setembre de 2008 | Mount Lemmon         | Mount Lemmon Survey                                    |
| 219006 - | 2008 TD111             | 6 d'octubre de 2008    | Catalina             | CSS                                                    |
| 219005 - | 2008 TM81              | 2 d'octubre de 2008    | Mount Lemmon         | Mount Lemmon Survey                                    |
| 219007 - | 2008 YX                | 19 de desembre de 2008 | Bisei SG Center      | BATTeRS                                                |
| 219008 - | 2008 YY8               | 23 de desembre de 2008 | Piszkéstető          | K. Sárneczky                                           |
| 219009 - | 2009 HP72              | 27 d'abril de 2009     | Catalina             | CSS                                                    |
| 219010 - | 2009 MJ8               | 28 de juny de 2009     | La Sagra             | OAM                                                    |
| 219011 - | 2734 P-L               | 24 de setembre de 1960 | Palomar              | C. J. van Houten, I. van Houten-Groeneveld, T. Gehrels |
| 219012 - | 4762 P-L               | 24 de setembre de 1960 | Palomar              | C. J. van Houten, I. van Houten-Groeneveld, T. Gehrels |
| 219013 - | 6253 P-L               | 24 de setembre de 1960 | Palomar              | C. J. van Houten, I. van Houten-Groeneveld, T. Gehrels |
| 219014 - | 6768 P-L               | 24 de setembre de 1960 | Palomar              | C. J. van Houten, I. van Houten-Groeneveld, T. Gehrels |
| 219015 - | 1531 T-2               | 29 de setembre de 1973 | Palomar              | C. J. van Houten, I. van Houten-Groeneveld, T. Gehrels |
| 219016 - | 3191 T-2               | 30 de setembre de 1973 | Palomar              | C. J. van Houten, I. van Houten-Groeneveld, T. Gehrels |
| 219017 - | 3156 T-3               | 16 d'octubre de 1977   | Palomar              | C. J. van Houten, I. van Houten-Groeneveld, T. Gehrels |
| 219018 - | 4219 T-3               | 16 d'octubre de 1977   | Palomar              | C. J. van Houten, I. van Houten-Groeneveld, T. Gehrels |
| 219019 - | 1981 EP8               | 1 de març de 1981      | Siding Spring        | S. J. Bus                                              |
| 219020 - | 1981 EH32              | 6 de març de 1981      | Siding Spring        | S. J. Bus                                              |
| 219021 - | 1991 LH                | 14 de juny de 1991     | Kitt Peak            | Spacewatch                                             |
| 219022 - | 1993 FP75              | 21 de març de 1993     | La Silla             | UESAC                                                  |
| 219023 - | 1993 RP14              | 15 de setembre de 1993 | La Silla             | E. W. Elst                                             |
| 219024 - | 1993 TK20              | 9 d'octubre de 1993    | La Silla             | E. W. Elst                                             |
| 219025 - | 1993 TV30              | 9 d'octubre de 1993    | La Silla             | E. W. Elst                                             |
| 219026 - | 1994 GA2               | 2 d'abril de 1994      | Kitt Peak            | Spacewatch                                             |
| 219027 - | 1994 GD11              | 6 d'abril de 1994      | Kitt Peak            | Spacewatch                                             |
| 219028 - | 1994 KE                | 17 de maig de 1994     | Kitt Peak            | Spacewatch                                             |
| 219029 - | 1994 RT4               | 5 de setembre de 1994  | Kitt Peak            | Spacewatch                                             |
| 219030 - | 1994 TR14              | 13 d'octubre de 1994   | Kitt Peak            | Spacewatch                                             |
| 219031 - | 1994 WZ6               | 28 de novembre de 1994 | Kitt Peak            | Spacewatch                                             |
| 219032 - | 1995 EM3               | 2 de març de 1995      | Kitt Peak            | Spacewatch                                             |
| 219033 - | 1995 FQ1               | 23 de març de 1995     | Kitt Peak            | Spacewatch                                             |
| 219034 - | 1995 FZ1               | 23 de març de 1995     | Kitt Peak            | Spacewatch                                             |
| 219035 - | 1995 FA14              | 27 de març de 1995     | Kitt Peak            | Spacewatch                                             |
| 219036 - | 1995 GM6               | 6 d'abril de 1995      | Kitt Peak            | Spacewatch                                             |
| 219037 - | 1995 OU8               | 27 de juliol de 1995   | Kitt Peak            | Spacewatch                                             |
| 219038 - | 1995 SK                | 17 de setembre de 1995 | Ondřejov             | L. Šarounová                                           |
| 219039 - | 1995 ST19              | 18 de setembre de 1995 | Kitt Peak            | Spacewatch                                             |
| 219040 - | 1995 ST34              | 22 de setembre de 1995 | Kitt Peak            | Spacewatch                                             |
| 219041 - | 1995 SZ40              | 25 de setembre de 1995 | Kitt Peak            | Spacewatch                                             |
| 219042 - | 1995 SZ50              | 26 de setembre de 1995 | Kitt Peak            | Spacewatch                                             |
| 219043 - | 1995 SW62              | 25 de setembre de 1995 | Kitt Peak            | Spacewatch                                             |
| 219044 - | 1995 SW79              | 21 de setembre de 1995 | Kitt Peak            | Spacewatch                                             |
| 219045 - | 1995 UG11              | 17 d'octubre de 1995   | Kitt Peak            | Spacewatch                                             |
| 219046 - | 1995 UL57              | 16 d'octubre de 1995   | Kitt Peak            | Spacewatch                                             |
| 219047 - | 1995 UO57              | 16 d'octubre de 1995   | Kitt Peak            | Spacewatch                                             |
| 219048 - | 1995 VO4               | 14 de novembre de 1995 | Kitt Peak            | Spacewatch                                             |
| 219049 - | 1995 VX10              | 15 de novembre de 1995 | Kitt Peak            | Spacewatch                                             |
| 219050 - | 1995 WB20              | 17 de novembre de 1995 | Kitt Peak            | Spacewatch                                             |
| 219051 - | 1995 WG26              | 18 de novembre de 1995 | Kitt Peak            | Spacewatch                                             |
| 219052 - | 1995 XW4               | 14 de desembre de 1995 | Kitt Peak            | Spacewatch                                             |
| 219053 - | 1996 BE8               | 19 de gener de 1996    | Kitt Peak            | Spacewatch                                             |
| 219054 - | 1996 BR10              | 24 de gener de 1996    | Kitt Peak            | Spacewatch                                             |
| 219055 - | 1996 BJ12              | 24 de gener de 1996    | Kitt Peak            | Spacewatch                                             |
| 219056 - | 1996 EM15              | 12 de març de 1996     | Kitt Peak            | Spacewatch                                             |
| 219057 - | 1996 RA30              | 12 de setembre de 1996 | La Silla             | Uppsala-DLR Trojan Survey                              |
| 219058 - | 1996 TJ20              | 5 d'octubre de 1996    | Kitt Peak            | Spacewatch                                             |
| 219059 - | 1996 TD34              | 10 d'octubre de 1996   | Kitt Peak            | Spacewatch                                             |
| 219060 - | 1996 TL35              | 11 d'octubre de 1996   | Kitt Peak            | Spacewatch                                             |
| 219061 - | 1996 TL53              | 5 d'octubre de 1996    | La Silla             | E. W. Elst                                             |
| 219062 - | 1996 VC13              | 5 de novembre de 1996  | Kitt Peak            | Spacewatch                                             |
| 219063 - | 1996 XU29              | 14 de desembre de 1996 | Kitt Peak            | Spacewatch                                             |
| 219064 - | 1997 CP25              | 13 de febrer de 1997   | Kitt Peak            | Spacewatch                                             |
| 219065 - | 1997 EC20              | 3 de març de 1997      | Kitt Peak            | Spacewatch                                             |
| 219066 - | 1997 EQ44              | 11 de març de 1997     | Socorro              | LINEAR                                                 |
| 219067 - | 1997 JB18              | 3 de maig de 1997      | La Silla             | E. W. Elst                                             |
| 219068 - | 1997 TG9               | 2 d'octubre de 1997    | Kitt Peak            | Spacewatch                                             |
| 219069 - | 1997 TW13              | 3 d'octubre de 1997    | Kitt Peak            | Spacewatch                                             |
| 219070 - | 1997 TL20              | 3 d'octubre de 1997    | Kitt Peak            | Spacewatch                                             |
| 219071 - | 1997 US9               | 30 d'octubre de 1997   | Socorro              | LINEAR                                                 |
| 219072 - | 1997 YW9               | 29 de desembre de 1997 | Haleakala            | NEAT                                                   |
| 219073 - | 1997 YR15              | 29 de desembre de 1997 | Kitt Peak            | Spacewatch                                             |
| 219074 - | 1998 BQ31              | 26 de gener de 1998    | Kitt Peak            | Spacewatch                                             |
| 219075 - | 1998 BR34              | 23 de gener de 1998    | Kitt Peak            | Spacewatch                                             |
| 219076 - | 1998 DG23              | 24 de gener de 1998    | Kitt Peak            | Spacewatch                                             |
| 219077 - | 1998 FC88              | 24 de gener de 1998    | Socorro              | LINEAR                                                 |
| 219078 - | 1998 GX                | 3 d'abril de 1998      | Teide                | Teide                                                  |
| 219079 - | 1998 HE14              | 17 d'abril de 1998     | Kitt Peak            | Spacewatch                                             |
| 219080 - | 1998 KF5               | 18 de maig de 1998     | Kitt Peak            | Spacewatch                                             |
| 219081 - | 1998 OT9               | 26 de juliol de 1998   | La Silla             | E. W. Elst                                             |
| 219082 - | 1998 QO47              | 17 d'agost de 1998     | Socorro              | LINEAR                                                 |
| 219083 - | 1998 QU57              | 30 d'agost de 1998     | Kitt Peak            | Spacewatch                                             |
| 219084 - | 1998 QK59              | 26 d'agost de 1998     | Kitt Peak            | Spacewatch                                             |
| 219085 - | 1998 QT77              | 24 d'agost de 1998     | Socorro              | LINEAR                                                 |
| 219086 - | 1998 QZ83              | 24 d'agost de 1998     | Socorro              | LINEAR                                                 |
| 219087 - | 1998 QT86              | 214 d'agost de 1998    | Socorro              | LINEAR                                                 |
| 219088 - | 1998 QV103             | 26 d'agost de 1998     | La Silla             | E. W. Elst                                             |
| 219089 - | 1998 QF110             | 23 d'agost de 1998     | Socorro              | LINEAR                                                 |
| 219090 - | 1998 RA                | 1 de setembre de 1998  | Modra                | A. Galád, J. Tóth                                      |
| 219091 - | 1998 RF3               | 15 de setembre de 1998 | Sormano              | P. Sicoli, A. Testa                                    |
| 219092 - | 1998 RN21              | 15 de setembre de 1998 | Kitt Peak            | Spacewatch                                             |
| 219093 - | 1998 RK74              | 14 de setembre de 1998 | Socorro              | LINEAR                                                 |
| 219094 - | 1998 RN79              | 14 de setembre de 1998 | Socorro              | LINEAR                                                 |
| 219095 - | 1998 SB                | 16 de juny de 1998     | Caussols             | ODAS                                                   |
| 219096 - | 1998 SE2               | 18 de setembre de 1998 | Catalina             | CSS                                                    |
| 219097 - | 1998 SZ3               | 18 de setembre de 1998 | Caussols             | ODAS                                                   |
| 219098 - | 1998 SK5               | 16 de setembre de 1998 | Kitt Peak            | Spacewatch                                             |
| 219099 - | 1998 SP8               | 20 de setembre de 1998 | Kitt Peak            | Spacewatch                                             |
| 219100 - | 1998 SZ8               | 20 de setembre de 1998 | Kitt Peak            | Spacewatch                                             |

## 219101–219200
| Nom      | Designació provisional | Data de descobriment   | Lloc de descobriment | Descobridor/s                    |
| -------- | ---------------------- | ---------------------- | -------------------- | -------------------------------- |
| 219101 - | 1998 SH24              | 17 de setembre de 1998 | Anderson Mesa        | LONEOS                           |
| 219102 - | 1998 SQ26              | 24 de setembre de 1998 | Kleť                 | Kleť                             |
| 219103 - | 1998 SF41              | 25 de setembre de 1998 | Kitt Peak            | Spacewatch                       |
| 219104 - | 1998 SN41              | 25 de setembre de 1998 | Kitt Peak            | Spacewatch                       |
| 219105 - | 1998 SE42              | 27 de setembre de 1998 | Kitt Peak            | Spacewatch                       |
| 219106 - | 1998 SN46              | 25 de setembre de 1998 | Kitt Peak            | Spacewatch                       |
| 219107 - | 1998 SH47              | 26 de setembre de 1998 | Kitt Peak            | Spacewatch                       |
| 219108 - | 1998 SY47              | 26 de setembre de 1998 | Kitt Peak            | Spacewatch                       |
| 219109 - | 1998 SQ67              | 20 de setembre de 1998 | La Silla             | E. W. Elst                       |
| 219110 - | 1998 SV70              | 21 de setembre de 1998 | La Silla             | E. W. Elst                       |
| 219111 - | 1998 SP73              | 21 de setembre de 1998 | La Silla             | E. W. Elst                       |
| 219112 - | 1998 SW77              | 26 de setembre de 1998 | Socorro              | LINEAR                           |
| 219113 - | 1998 SF85              | 26 de setembre de 1998 | Socorro              | LINEAR                           |
| 219114 - | 1998 SM86              | 26 de setembre de 1998 | Socorro              | LINEAR                           |
| 219115 - | 1998 SU102             | 26 de setembre de 1998 | Socorro              | LINEAR                           |
| 219116 - | 1998 SA105             | 26 de setembre de 1998 | Socorro              | LINEAR                           |
| 219117 - | 1998 SB111             | 26 de setembre de 1998 | Socorro              | LINEAR                           |
| 219118 - | 1998 SB112             | 26 de setembre de 1998 | Socorro              | LINEAR                           |
| 219119 - | 1998 SO120             | 26 de setembre de 1998 | Socorro              | LINEAR                           |
| 219120 - | 1998 SR120             | 26 de setembre de 1998 | Socorro              | LINEAR                           |
| 219121 - | 1998 SB155             | 26 de setembre de 1998 | Socorro              | LINEAR                           |
| 219122 - | 1998 TR7               | 13 d'octubre de 1998   | Kitt Peak            | Spacewatch                       |
| 219123 - | 1998 TX15              | 15 d'octubre de 1998   | Caussols             | ODAS                             |
| 219124 - | 1998 TS27              | 15 d'octubre de 1998   | Kitt Peak            | Spacewatch                       |
| 219125 - | 1998 US11              | 17 d'octubre de 1998   | Kitt Peak            | Spacewatch                       |
| 219126 - | 1998 UF16              | 23 d'octubre de 1998   | Caussols             | ODAS                             |
| 219127 - | 1998 UQ19              | 28 d'octubre de 1998   | Socorro              | LINEAR                           |
| 219128 - | 1998 UW22              | 25 d'octubre de 1998   | Cima Ekar            | Cima Ekar                        |
| 219129 - | 1998 UK31              | 20 d'octubre de 1998   | Xinglong             | BAO Schmidt CCD Asteroid Program |
| 219130 - | 1998 UH39              | 28 d'octubre de 1998   | Socorro              | LINEAR                           |
| 219131 - | 1998 UY41              | 28 d'octubre de 1998   | Socorro              | LINEAR                           |
| 219132 - | 1998 VP6               | 11 de novembre de 1998 | Nachi-Katsuura       | Y. Shimizu, T. Urata             |
| 219133 - | 1998 VU25              | 10 de novembre de 1998 | Socorro              | LINEAR                           |
| 219134 - | 1998 VG41              | 14 de novembre de 1998 | Kitt Peak            | Spacewatch                       |
| 219135 - | 1998 VL42              | 15 de novembre de 1998 | Kitt Peak            | Spacewatch                       |
| 219136 - | 1998 VC47              | 14 de novembre de 1998 | Kitt Peak            | Spacewatch                       |
| 219137 - | 1998 WO8               | 21 de novembre de 1998 | Bergisch Gladbach    | W. Bickel                        |
| 219138 - | 1998 WW14              | 21 de novembre de 1998 | Socorro              | LINEAR                           |
| 219139 - | 1998 WM24              | 18 de novembre de 1998 | Kitt Peak            | M. W. Buie                       |
| 219140 - | 1998 WO39              | 22 de novembre de 1998 | Kitt Peak            | Spacewatch                       |
| 219141 - | 1998 XZ6               | 8 de desembre de 1998  | Kitt Peak            | Spacewatch                       |
| 219142 - | 1998 XP14              | 15 de desembre de 1998 | Caussols             | ODAS                             |
| 219143 - | 1998 XC16              | 14 de desembre de 1998 | Socorro              | LINEAR                           |
| 219144 - | 1998 XY19              | 10 de desembre de 1998 | Kitt Peak            | Spacewatch                       |
| 219145 - | 1999 BY20              | 16 de gener de 1999    | Socorro              | LINEAR                           |
| 219146 - | 1999 FL33              | 19 de març de 1999     | Socorro              | LINEAR                           |
| 219147 - | 1999 HD4               | 16 d'abril de 1999     | Kitt Peak            | Spacewatch                       |
| 219148 - | 1999 JV23              | 10 de maig de 1999     | Socorro              | LINEAR                           |
| 219149 - | 1999 PZ2               | 8 d'agost de 1999      | Kitt Peak            | Spacewatch                       |
| 219150 - | 1999 RX7               | 3 de setembre de 1999  | Kitt Peak            | Spacewatch                       |
| 219151 - | 1999 RQ13              | 7 de setembre de 1999  | Socorro              | LINEAR                           |
| 219152 - | 1999 RA41              | 9 de setembre de 1999  | Socorro              | LINEAR                           |
| 219153 - | 1999 RK107             | 8 de setembre de 1999  | Socorro              | LINEAR                           |
| 219154 - | 1999 RZ119             | 9 de setembre de 1999  | Socorro              | LINEAR                           |
| 219155 - | 1999 RK144             | 9 de setembre de 1999  | Socorro              | LINEAR                           |
| 219156 - | 1999 RO145             | 9 de setembre de 1999  | Socorro              | LINEAR                           |
| 219157 - | 1999 RY188             | 9 de setembre de 1999  | Socorro              | LINEAR                           |
| 219158 - | 1999 RK209             | 8 de setembre de 1999  | Socorro              | LINEAR                           |
| 219159 - | 1999 RL220             | 4 de setembre de 1999  | Catalina             | CSS                              |
| 219160 - | 1999 RA225             | 7 de setembre de 1999  | Socorro              | LINEAR                           |
| 219161 - | 1999 RR226             | 5 de setembre de 1999  | Catalina             | CSS                              |
| 219162 - | 1999 RZ232             | 8 de setembre de 1999  | Catalina             | CSS                              |
| 219163 - | 1999 SF13              | 30 de setembre de 1999 | Socorro              | LINEAR                           |
| 219164 - | 1999 TA14              | 11 d'octubre de 1999   | Gnosca               | S. Sposetti                      |
| 219165 - | 1999 TV38              | 1 d'octubre de 1999    | Catalina             | CSS                              |
| 219166 - | 1999 TU42              | 3 d'octubre de 1999    | Kitt Peak            | Spacewatch                       |
| 219167 - | 1999 TH54              | 6 d'octubre de 1999    | Kitt Peak            | Spacewatch                       |
| 219168 - | 1999 TM58              | 6 d'octubre de 1999    | Kitt Peak            | Spacewatch                       |
| 219169 - | 1999 TJ59              | 7 d'octubre de 1999    | Kitt Peak            | Spacewatch                       |
| 219170 - | 1999 TA69              | 9 d'octubre de 1999    | Kitt Peak            | Spacewatch                       |
| 219171 - | 1999 TL76              | 10 d'octubre de 1999   | Kitt Peak            | Spacewatch                       |
| 219172 - | 1999 TU78              | 11 d'octubre de 1999   | Kitt Peak            | Spacewatch                       |
| 219173 - | 1999 TN120             | 4 d'octubre de 1999    | Socorro              | LINEAR                           |
| 219174 - | 1999 TJ129             | 6 d'octubre de 1999    | Socorro              | LINEAR                           |
| 219175 - | 1999 TP148             | 7 d'octubre de 1999    | Socorro              | LINEAR                           |
| 219176 - | 1999 TL165             | 10 d'octubre de 1999   | Socorro              | LINEAR                           |
| 219177 - | 1999 TO171             | 10 d'octubre de 1999   | Socorro              | LINEAR                           |
| 219178 - | 1999 TX175             | 10 d'octubre de 1999   | Socorro              | LINEAR                           |
| 219179 - | 1999 TL182             | 11 d'octubre de 1999   | Socorro              | LINEAR                           |
| 219180 - | 1999 TH187             | 12 d'octubre de 1999   | Socorro              | LINEAR                           |
| 219181 - | 1999 TM196             | 12 d'octubre de 1999   | Socorro              | LINEAR                           |
| 219182 - | 1999 TJ202             | 13 d'octubre de 1999   | Socorro              | LINEAR                           |
| 219183 - | 1999 TL207             | 14 d'octubre de 1999   | Socorro              | LINEAR                           |
| 219184 - | 1999 TX210             | 14 d'octubre de 1999   | Socorro              | LINEAR                           |
| 219185 - | 1999 TC212             | 15 d'octubre de 1999   | Socorro              | LINEAR                           |
| 219186 - | 1999 TH212             | 15 d'octubre de 1999   | Socorro              | LINEAR                           |
| 219187 - | 1999 TN218             | 15 d'octubre de 1999   | Socorro              | LINEAR                           |
| 219188 - | 1999 TM234             | 12 d'octubre de 1999   | Socorro              | LINEAR                           |
| 219189 - | 1999 TZ287             | 10 d'octubre de 1999   | Socorro              | LINEAR                           |
| 219190 - | 1999 TY300             | 3 d'octubre de 1999    | Kitt Peak            | Spacewatch                       |
| 219191 - | 1999 TL316             | 10 d'octubre de 1999   | Kitt Peak            | Spacewatch                       |
| 219192 - | 1999 UE7               | 30 d'octubre de 1999   | Socorro              | LINEAR                           |
| 219193 - | 1999 UO10              | 31 d'octubre de 1999   | Socorro              | LINEAR                           |
| 219194 - | 1999 UG27              | 30 d'octubre de 1999   | Kitt Peak            | Spacewatch                       |
| 219195 - | 1999 UT29              | 31 d'octubre de 1999   | Kitt Peak            | Spacewatch                       |
| 219196 - | 1999 UU34              | 31 d'octubre de 1999   | Kitt Peak            | Spacewatch                       |
| 219197 - | 1999 UM40              | 16 d'octubre de 1999   | Socorro              | LINEAR                           |
| 219198 - | 1999 UA44              | 29 d'octubre de 1999   | Catalina             | CSS                              |
| 219199 - | 1999 UE46              | 31 d'octubre de 1999   | Catalina             | CSS                              |
| 219200 - | 1999 VH3               | 1 de novembre de 1999  | Kitt Peak            | Spacewatch                       |

## 219201–219300
| Nom      | Designació provisional | Data de descobriment   | Lloc de descobriment | Descobridor/s          |
| -------- | ---------------------- | ---------------------- | -------------------- | ---------------------- |
| 219201 – | 1999 VE6               | 5 de novembre de 1999  | Oizumi               | T. Kobayashi           |
| 219202 – | 1999 VZ10              | 7 de novembre de 1999  | Gnosca               | S. Sposetti            |
| 219203 – | 1999 VA17              | 2 de novembre de 1999  | Kitt Peak            | Spacewatch             |
| 219204 - | 1999 VU30              | 3 de novembre de 1999  | Socorro              | LINEAR                 |
| 219205 – | 1999 VO40              | 15 de novembre de 1999 | Ondřejov             | P. Pravec, P. Kušnirák |
| 219206 – | 1999 VM42              | 4 de novembre de 1999  | Kitt Peak            | Spacewatch             |
| 219207 – | 1999 VO49              | 3 de novembre de 1999  | Socorro              | LINEAR                 |
| 219208 – | 1999 VE51              | 3 de novembre de 1999  | Socorro              | LINEAR                 |
| 219209 – | 1999 VT59              | 4 de novembre de 1999  | Socorro              | LINEAR                 |
| 219210 – | 1999 VA63              | 4 de novembre de 1999  | Socorro              | LINEAR                 |
| 219211 – | 1999 VS74              | 5 de novembre de 1999  | Kitt Peak            | Spacewatch             |
| 219212 – | 1999 VD76              | 5 de novembre de 1999  | Kitt Peak            | Spacewatch             |
| 219213 – | 1999 VY88              | 4 de novembre de 1999  | Socorro              | LINEAR                 |
| 219214 – | 1999 VK91              | 5 de novembre de 1999  | Socorro              | LINEAR                 |
| 219215 – | 1999 VJ101             | 9 de novembre de 1999  | Socorro              | LINEAR                 |
| 219216 – | 1999 VZ103             | 9 de novembre de 1999  | Socorro              | LINEAR                 |
| 219217 – | 1999 VE108             | 9 de novembre de 1999  | Socorro              | LINEAR                 |
| 219218 – | 1999 VP108             | 9 de novembre de 1999  | Socorro              | LINEAR                 |
| 219219 – | 1999 VB119             | 3 de novembre de 1999  | Kitt Peak            | Spacewatch             |
| 219220 – | 1999 VE123             | 5 de novembre de 1999  | Kitt Peak            | Spacewatch             |
| 219221 – | 1999 VF123             | 5 de novembre de 1999  | Kitt Peak            | Spacewatch             |
| 219222 – | 1999 VY133             | 10 de novembre de 1999 | Kitt Peak            | Spacewatch             |
| 219223 – | 1999 VS137             | 12 de novembre de 1999 | Socorro              | LINEAR                 |
| 219224 – | 1999 VW137             | 12 de novembre de 1999 | Socorro              | LINEAR                 |
| 219225 – | 1999 VT141             | 10 de novembre de 1999 | Kitt Peak            | Spacewatch             |
| 219226 – | 1999 VN143             | 14 de novembre de 1999 | Socorro              | LINEAR                 |
| 219227 – | 1999 VH149             | 14 de novembre de 1999 | Socorro              | LINEAR                 |
| 219228 – | 1999 VA157             | 12 de novembre de 1999 | Socorro              | LINEAR                 |
| 219229 – | 1999 VC162             | 14 de novembre de 1999 | Socorro              | LINEAR                 |
| 219230 – | 1999 VK162             | 14 de novembre de 1999 | Socorro              | LINEAR                 |
| 219231 – | 1999 VN165             | 14 de novembre de 1999 | Socorro              | LINEAR                 |
| 219232 – | 1999 VT166             | 14 de novembre de 1999 | Socorro              | LINEAR                 |
| 219233 – | 1999 VN187             | 15 de novembre de 1999 | Socorro              | LINEAR                 |
| 219234 – | 1999 VX191             | 14 de novembre de 1999 | Socorro              | LINEAR                 |
| 219235 – | 1999 VN198             | 3 de novembre de 1999  | Catalina             | CSS                    |
| 219236 – | 1999 VB207             | 11 de novembre de 1999 | Catalina             | CSS                    |
| 219237 – | 1999 VR212             | 12 de novembre de 1999 | Socorro              | LINEAR                 |
| 219238 – | 1999 WS17              | 30 de novembre de 1999 | Kitt Peak            | Spacewatch             |
| 219239 – | 1999 WB24              | 17 de novembre de 1999 | Kitt Peak            | Spacewatch             |
| 219240 – | 1999 XN                | 2 de desembre de 1999  | Kitt Peak            | Spacewatch             |
| 219241 – | 1999 XW29              | 6 de desembre de 1999  | Socorro              | LINEAR                 |
| 219242 – | 1999 XJ44              | 7 de desembre de 1999  | Socorro              | LINEAR                 |
| 219243 – | 1999 XG53              | 7 de desembre de 1999  | Socorro              | LINEAR                 |
| 219244 – | 1999 XV62              | 7 de desembre de 1999  | Socorro              | LINEAR                 |
| 219245 – | 1999 XC70              | 7 de desembre de 1999  | Socorro              | LINEAR                 |
| 219246 – | 1999 XL70              | 7 de desembre de 1999  | Socorro              | LINEAR                 |
| 219247 – | 1999 XS116             | 5 de desembre de 1999  | Catalina             | CSS                    |
| 219248 – | 1999 XT130             | 12 de desembre de 1999 | Socorro              | LINEAR                 |
| 219249 – | 1999 XC139             | 6 de desembre de 1999  | Kitt Peak            | Spacewatch             |
| 219250 – | 1999 XQ161             | 13 de desembre de 1999 | Socorro              | LINEAR                 |
| 219251 – | 1999 XS161             | 13 de desembre de 1999 | Socorro              | LINEAR                 |
| 219252 – | 1999 XX183             | 12 de desembre de 1999 | Socorro              | LINEAR                 |
| 219253 – | 1999 XU238             | 5 de desembre de 1999  | Catalina             | CSS                    |
| 219254 – | 1999 XE259             | 7 de desembre de 1999  | Kitt Peak            | Spacewatch             |
| 219255 – | 1999 YC12              | 27 de desembre de 1999 | Kitt Peak            | Spacewatch             |
| 219256 – | 2000 AM4               | 3 de gener de 2000     | Kitt Peak            | Spacewatch             |
| 219257 – | 2000 AN22              | 3 de gener de 2000     | Socorro              | LINEAR                 |
| 219258 – | 2000 AT42              | 4 de gener de 2000     | Socorro              | LINEAR                 |
| 219259 – | 2000 AS43              | 2 de gener de 2000     | Kitt Peak            | Spacewatch             |
| 219260 – | 2000 AR88              | 5 de gener de 2000     | Socorro              | LINEAR                 |
| 219261 – | 2000 AW94              | 4 de gener de 2000     | Socorro              | LINEAR                 |
| 219262 – | 2000 AU122             | 5 de gener de 2000     | Socorro              | LINEAR                 |
| 219263 – | 2000 AH136             | 4 de gener de 2000     | Socorro              | LINEAR                 |
| 219264 – | 2000 AU155             | 3 de gener de 2000     | Socorro              | LINEAR                 |
| 219265 – | 2000 AK158             | 3 de gener de 2000     | Socorro              | LINEAR                 |
| 219266 – | 2000 AC164             | 5 de gener de 2000     | Socorro              | LINEAR                 |
| 219267 – | 2000 AR175             | 7 de gener de 2000     | Socorro              | LINEAR                 |
| 219268 – | 2000 AY195             | 8 de gener de 2000     | Socorro              | LINEAR                 |
| 219269 – | 2000 AH201             | 9 de gener de 2000     | Socorro              | LINEAR                 |
| 219270 – | 2000 AL207             | 3 de gener de 2000     | Kitt Peak            | Spacewatch             |
| 219271 – | 2000 AO210             | 5 de gener de 2000     | Kitt Peak            | Spacewatch             |
| 219272 – | 2000 AU235             | 5 de gener de 2000     | Socorro              | LINEAR                 |
| 219273 – | 2000 AS244             | 8 de gener de 2000     | Socorro              | LINEAR                 |
| 219274 – | 2000 BZ3               | 28 de gener de 2000    | Rock Finder          | W. K. Y. Yeung         |
| 219275 – | 2000 BL11              | 26 de gener de 2000    | Kitt Peak            | Spacewatch             |
| 219276 – | 2000 BL17              | 30 de gener de 2000    | Socorro              | LINEAR                 |
| 219277 – | 2000 BO39              | 27 de gener de 2000    | Kitt Peak            | Spacewatch             |
| 219278 – | 2000 CD43              | 2 de febrer de 2000    | Socorro              | LINEAR                 |
| 219279 – | 2000 CX58              | 6 de febrer de 2000    | Socorro              | LINEAR                 |
| 219280 – | 2000 CY67              | 1 de febrer de 2000    | Kitt Peak            | Spacewatch             |
| 219281 – | 2000 CO69              | 1 de febrer de 2000    | Kitt Peak            | Spacewatch             |
| 219282 – | 2000 CN79              | 8 de febrer de 2000    | Kitt Peak            | Spacewatch             |
| 219283 – | 2000 CD92              | 6 de febrer de 2000    | Socorro              | LINEAR                 |
| 219284 – | 2000 CK96              | 11 de febrer de 2000   | Kitt Peak            | Spacewatch             |
| 219285 – | 2000 CL101             | 12 de febrer de 2000   | Kitt Peak            | Spacewatch             |
| 219286 – | 2000 CG110             | 5 de febrer de 2000    | Kitt Peak            | M. W. Buie             |
| 219287 – | 2000 CG116             | 3 de febrer de 2000    | Socorro              | LINEAR                 |
| 219288 – | 2000 CX117             | 3 de febrer de 2000    | Socorro              | LINEAR                 |
| 219289 – | 2000 CG127             | 3 de febrer de 2000    | Socorro              | LINEAR                 |
| 219290 – | 2000 CA137             | 4 de febrer de 2000    | Kitt Peak            | Spacewatch             |
| 219291 – | 2000 CL139             | 3 de febrer de 2000    | Kitt Peak            | Spacewatch             |
| 219292 – | 2000 DT                | 24 de febrer de 2000   | Oizumi               | T. Kobayashi           |
| 219293 – | 2000 DR28              | 29 de febrer de 2000   | Socorro              | LINEAR                 |
| 219294 – | 2000 DO30              | 29 de febrer de 2000   | Socorro              | LINEAR                 |
| 219295 – | 2000 DP30              | 29 de febrer de 2000   | Socorro              | LINEAR                 |
| 219296 – | 2000 DJ35              | 29 de febrer de 2000   | Socorro              | LINEAR                 |
| 219297 – | 2000 DK36              | 29 de febrer de 2000   | Socorro              | LINEAR                 |
| 219298 – | 2000 DT47              | 29 de febrer de 2000   | Socorro              | LINEAR                 |
| 219299 – | 2000 DZ51              | 29 de febrer de 2000   | Socorro              | LINEAR                 |
| 219300 – | 2000 DB61              | 29 de febrer de 2000   | Socorro              | LINEAR                 |

## 219301–219400
| Nom      | Designació provisional | Data de descobriment   | Lloc de descobriment | Descobridor/s |
| -------- | ---------------------- | ---------------------- | -------------------- | ------------- |
| 219301 - | 2000 DP70              | 29 de febrer de 2000   | Socorro              | LINEAR        |
| 219302 - | 2000 DW79              | 28 de febrer de 2000   | Socorro              | LINEAR        |
| 219303 - | 2000 DG87              | 29 de febrer de 2000   | Socorro              | LINEAR        |
| 219304 - | 2000 DR95              | 28 de febrer de 2000   | Socorro              | LINEAR        |
| 219305 - | 2000 DM105             | 29 de febrer de 2000   | Socorro              | LINEAR        |
| 219306 - | 2000 DM107             | 29 de febrer de 2000   | Socorro              | LINEAR        |
| 219307 - | 2000 DN112             | 29 de febrer de 2000   | Socorro              | LINEAR        |
| 219308 - | 2000 EH2               | 3 de març de 2000      | Socorro              | LINEAR        |
| 219309 - | 2000 ED3               | 3 de març de 2000      | Socorro              | LINEAR        |
| 219310 - | 2000 EJ27              | 3 de març de 2000      | Socorro              | LINEAR        |
| 219311 - | 2000 EC53              | 3 de març de 2000      | Kitt Peak            | Spacewatch    |
| 219312 - | 2000 EF64              | 10 de març de 2000     | Socorro              | LINEAR        |
| 219313 - | 2000 EJ71              | 9 de març de 2000      | Kitt Peak            | Spacewatch    |
| 219314 - | 2000 EO115             | 10 de març de 2000     | Kitt Peak            | Spacewatch    |
| 219315 - | 2000 ET118             | 11 de març de 2000     | Anderson Mesa        | LONEOS        |
| 219316 - | 2000 EH194             | 3 de març de 2000      | Socorro              | LINEAR        |
| 219317 - | 2000 FZ7               | 30 de març de 2000     | Prescott             | P. G. Comba   |
| 219318 - | 2000 FB9               | 29 de març de 2000     | Kitt Peak            | Spacewatch    |
| 219319 - | 2000 FH10              | 25 de març de 2000     | Kitt Peak            | Spacewatch    |
| 219320 - | 2000 FT26              | 27 de març de 2000     | Anderson Mesa        | LONEOS        |
| 219321 - | 2000 FA28              | 27 de març de 2000     | Anderson Mesa        | LONEOS        |
| 219322 - | 2000 FF74              | 30 de març de 2000     | Kitt Peak            | Spacewatch    |
| 219323 - | 2000 GC                | 1 d'abril de 2000      | Kitt Peak            | Spacewatch    |
| 219324 - | 2000 GT154             | 6 d'abril de 2000      | Anderson Mesa        | LONEOS        |
| 219325 - | 2000 HR8               | 27 d'abril de 2000     | Socorro              | LINEAR        |
| 219326 - | 2000 HP68              | 28 d'abril de 2000     | Kitt Peak            | Spacewatch    |
| 219327 - | 2000 HY78              | 28 d'abril de 2000     | Anderson Mesa        | LONEOS        |
| 219328 - | 2000 JR22              | 6 de maig de 2000      | Socorro              | LINEAR        |
| 219329 - | 2000 JR25              | 7 de maig de 2000      | Socorro              | LINEAR        |
| 219330 - | 2000 KO1               | 26 de maig de 2000     | Socorro              | LINEAR        |
| 219331 - | 2000 KA44              | 26 de maig de 2000     | Kitt Peak            | Spacewatch    |
| 219332 - | 2000 LA3               | 4 de juny de 2000      | Socorro              | LINEAR        |
| 219333 - | 2000 NP29              | 7 de juliol de 2000    | Kitt Peak            | Spacewatch    |
| 219334 - | 2000 OT8               | 23 de juliol de 2000   | Socorro              | LINEAR        |
| 219335 - | 2000 OB40              | 30 de juliol de 2000   | Socorro              | LINEAR        |
| 219336 - | 2000 OL60              | 29 de juliol de 2000   | Anderson Mesa        | LONEOS        |
| 219337 - | 2000 PD26              | 5 d'agost de 2000      | Haleakala            | NEAT          |
| 219338 - | 2000 QZ14              | 24 d'agost de 2000     | Socorro              | LINEAR        |
| 219339 - | 2000 QP23              | 25 d'agost de 2000     | Socorro              | LINEAR        |
| 219340 - | 2000 QM34              | 26 d'agost de 2000     | Socorro              | LINEAR        |
| 219341 - | 2000 QY46              | 24 d'agost de 2000     | Socorro              | LINEAR        |
| 219342 - | 2000 QC61              | 26 d'agost de 2000     | Socorro              | LINEAR        |
| 219343 - | 2000 QR111             | 24 d'agost de 2000     | Socorro              | LINEAR        |
| 219344 - | 2000 QD139             | 31 d'agost de 2000     | Socorro              | LINEAR        |
| 219345 - | 2000 QZ153             | 31 d'agost de 2000     | Socorro              | LINEAR        |
| 219346 - | 2000 QW155             | 31 d'agost de 2000     | Socorro              | LINEAR        |
| 219347 - | 2000 QW163             | 31 d'agost de 2000     | Socorro              | LINEAR        |
| 219348 - | 2000 QU189             | 26 d'agost de 2000     | Socorro              | LINEAR        |
| 219349 - | 2000 QY194             | 26 d'agost de 2000     | Socorro              | LINEAR        |
| 219350 - | 2000 QL228             | 31 d'agost de 2000     | Socorro              | LINEAR        |
| 219351 - | 2000 QB229             | 31 d'agost de 2000     | Socorro              | LINEAR        |
| 219352 - | 2000 RK19              | 1 de setembre de 2000  | Socorro              | LINEAR        |
| 219353 - | 2000 RM29              | 11 de setembre de 2000 | Socorro              | LINEAR        |
| 219354 - | 2000 RJ35              | 1 de setembre de 2000  | Socorro              | LINEAR        |
| 219355 - | 2000 RW42              | 3 de setembre de 2000  | Socorro              | LINEAR        |
| 219356 - | 2000 RV44              | 3 de setembre de 2000  | Socorro              | LINEAR        |
| 219357 - | 2000 RW49              | 5 de setembre de 2000  | Socorro              | LINEAR        |
| 219358 - | 2000 RA79              | 9 de setembre de 2000  | Anderson Mesa        | LONEOS        |
| 219359 - | 2000 RG80              | 1 de setembre de 2000  | Socorro              | LINEAR        |
| 219360 - | 2000 RB83              | 1 de setembre de 2000  | Socorro              | LINEAR        |
| 219361 - | 2000 RW89              | 3 de setembre de 2000  | Socorro              | LINEAR        |
| 219362 - | 2000 RM96              | 4 de setembre de 2000  | Kitt Peak            | Spacewatch    |
| 219363 - | 2000 RD99              | 5 de setembre de 2000  | Anderson Mesa        | LONEOS        |
| 219364 - | 2000 SG2               | 20 de setembre de 2000 | Socorro              | LINEAR        |
| 219365 - | 2000 SC10              | 24 de setembre de 2000 | Drebach              | J. Kandler    |
| 219366 - | 2000 SU12              | 20 de setembre de 2000 | Socorro              | LINEAR        |
| 219367 - | 2000 SD15              | 23 de setembre de 2000 | Socorro              | LINEAR        |
| 219368 - | 2000 SO20              | 23 de setembre de 2000 | Socorro              | LINEAR        |
| 219369 - | 2000 SU21              | 24 de setembre de 2000 | Socorro              | LINEAR        |
| 219370 - | 2000 SS38              | 24 de setembre de 2000 | Socorro              | LINEAR        |
| 219371 - | 2000 SR40              | 24 de setembre de 2000 | Socorro              | LINEAR        |
| 219372 - | 2000 SB42              | 24 de setembre de 2000 | Socorro              | LINEAR        |
| 219373 - | 2000 SR45              | 22 de setembre de 2000 | Socorro              | LINEAR        |
| 219374 - | 2000 SR48              | 23 de setembre de 2000 | Socorro              | LINEAR        |
| 219375 - | 2000 SH49              | 23 de setembre de 2000 | Socorro              | LINEAR        |
| 219376 - | 2000 SB51              | 23 de setembre de 2000 | Socorro              | LINEAR        |
| 219377 - | 2000 SS61              | 23 de setembre de 2000 | Socorro              | LINEAR        |
| 219378 - | 2000 SX63              | 24 de setembre de 2000 | Socorro              | LINEAR        |
| 219379 - | 2000 SX76              | 24 de setembre de 2000 | Socorro              | LINEAR        |
| 219380 - | 2000 SB78              | 24 de setembre de 2000 | Socorro              | LINEAR        |
| 219381 - | 2000 SQ78              | 24 de setembre de 2000 | Socorro              | LINEAR        |
| 219382 - | 2000 SU89              | 29 de setembre de 2000 | Emerald Lane         | L. Ball       |
| 219383 - | 2000 SB93              | 23 de setembre de 2000 | Socorro              | LINEAR        |
| 219384 - | 2000 SE100             | 23 de setembre de 2000 | Socorro              | LINEAR        |
| 219385 - | 2000 SW101             | 24 de setembre de 2000 | Socorro              | LINEAR        |
| 219386 - | 2000 SD113             | 24 de setembre de 2000 | Socorro              | LINEAR        |
| 219387 - | 2000 SC130             | 22 de setembre de 2000 | Socorro              | LINEAR        |
| 219388 - | 2000 SC134             | 23 de setembre de 2000 | Socorro              | LINEAR        |
| 219389 - | 2000 SL139             | 23 de setembre de 2000 | Socorro              | LINEAR        |
| 219390 - | 2000 SU141             | 23 de setembre de 2000 | Socorro              | LINEAR        |
| 219391 - | 2000 SV143             | 24 de setembre de 2000 | Socorro              | LINEAR        |
| 219392 - | 2000 SY151             | 24 de setembre de 2000 | Socorro              | LINEAR        |
| 219393 - | 2000 SZ155             | 24 de setembre de 2000 | Socorro              | LINEAR        |
| 219394 - | 2000 SA165             | 23 de setembre de 2000 | Socorro              | LINEAR        |
| 219395 - | 2000 SS167             | 23 de setembre de 2000 | Socorro              | LINEAR        |
| 219396 - | 2000 SP173             | 28 de setembre de 2000 | Socorro              | LINEAR        |
| 219397 - | 2000 SP175             | 28 de setembre de 2000 | Socorro              | LINEAR        |
| 219398 - | 2000 SD180             | 28 de setembre de 2000 | Socorro              | LINEAR        |
| 219399 - | 2000 SX182             | 20 de setembre de 2000 | Haleakala            | NEAT          |
| 219400 - | 2000 ST191             | 24 de setembre de 2000 | Kitt Peak            | Spacewatch    |

## 219401–219500
| Nom      | Designació provisional | Data de descobriment   | Lloc de descobriment | Descobridor/s |
| -------- | ---------------------- | ---------------------- | -------------------- | ------------- |
| 219401 - | 2000 SN197             | 24 de setembre de 2000 | Socorro              | LINEAR        |
| 219402 - | 2000 ST207             | 24 de setembre de 2000 | Socorro              | LINEAR        |
| 219403 - | 2000 SV208             | 25 de setembre de 2000 | Socorro              | LINEAR        |
| 219404 - | 2000 SC209             | 25 de setembre de 2000 | Socorro              | LINEAR        |
| 219405 - | 2000 SC214             | 26 de setembre de 2000 | Socorro              | LINEAR        |
| 219406 - | 2000 SO220             | 26 de setembre de 2000 | Socorro              | LINEAR        |
| 219407 - | 2000 SL230             | 28 de setembre de 2000 | Socorro              | LINEAR        |
| 219408 - | 2000 SF237             | 24 de setembre de 2000 | Socorro              | LINEAR        |
| 219409 - | 2000 SS243             | 24 de setembre de 2000 | Socorro              | LINEAR        |
| 219410 - | 2000 SC260             | 24 de setembre de 2000 | Socorro              | LINEAR        |
| 219411 - | 2000 SZ260             | 24 de setembre de 2000 | Socorro              | LINEAR        |
| 219412 - | 2000 SZ261             | 24 de setembre de 2000 | Socorro              | LINEAR        |
| 219413 - | 2000 SB272             | 28 de setembre de 2000 | Socorro              | LINEAR        |
| 219414 - | 2000 SK279             | 30 de setembre de 2000 | Socorro              | LINEAR        |
| 219415 - | 2000 SH296             | 28 de setembre de 2000 | Socorro              | LINEAR        |
| 219416 - | 2000 SG306             | 30 de setembre de 2000 | Socorro              | LINEAR        |
| 219417 - | 2000 SJ309             | 30 de setembre de 2000 | Socorro              | LINEAR        |
| 219418 - | 2000 SE314             | 28 de setembre de 2000 | Socorro              | LINEAR        |
| 219419 - | 2000 SC315             | 28 de setembre de 2000 | Socorro              | LINEAR        |
| 219420 - | 2000 SC319             | 26 de setembre de 2000 | Socorro              | LINEAR        |
| 219421 - | 2000 SE327             | 29 de setembre de 2000 | Haleakala            | NEAT          |
| 219422 - | 2000 SY335             | 26 de setembre de 2000 | Haleakala            | NEAT          |
| 219423 - | 2000 SO349             | 28 de setembre de 2000 | Anderson Mesa        | LONEOS        |
| 219424 - | 2000 SC351             | 29 de setembre de 2000 | Anderson Mesa        | LONEOS        |
| 219425 - | 2000 SN358             | 24 de setembre de 2000 | Socorro              | LINEAR        |
| 219426 - | 2000 SL368             | 22 de setembre de 2000 | Anderson Mesa        | LONEOS        |
| 219427 - | 2000 SD369             | 24 de setembre de 2000 | Anderson Mesa        | LONEOS        |
| 219428 - | 2000 TN23              | 1 d'octubre de 2000    | Socorro              | LINEAR        |
| 219429 - | 2000 TH28              | 3 d'octubre de 2000    | Socorro              | LINEAR        |
| 219430 - | 2000 TX44              | 1 d'octubre de 2000    | Socorro              | LINEAR        |
| 219431 - | 2000 TZ58              | 2 d'octubre de 2000    | Anderson Mesa        | LONEOS        |
| 219432 - | 2000 TH65              | 1 d'octubre de 2000    | Socorro              | LINEAR        |
| 219433 - | 2000 UA18              | 24 d'octubre de 2000   | Socorro              | LINEAR        |
| 219434 - | 2000 UG22              | 24 d'octubre de 2000   | Socorro              | LINEAR        |
| 219435 - | 2000 UH41              | 24 d'octubre de 2000   | Socorro              | LINEAR        |
| 219436 - | 2000 US51              | 24 d'octubre de 2000   | Socorro              | LINEAR        |
| 219437 - | 2000 UC62              | 25 d'octubre de 2000   | Socorro              | LINEAR        |
| 219438 - | 2000 UM64              | 25 d'octubre de 2000   | Socorro              | LINEAR        |
| 219439 - | 2000 UZ67              | 25 d'octubre de 2000   | Socorro              | LINEAR        |
| 219440 - | 2000 UV69              | 25 d'octubre de 2000   | Socorro              | LINEAR        |
| 219441 - | 2000 UH80              | 24 d'octubre de 2000   | Socorro              | LINEAR        |
| 219442 - | 2000 UB94              | 25 d'octubre de 2000   | Socorro              | LINEAR        |
| 219443 - | 2000 UG97              | 25 d'octubre de 2000   | Socorro              | LINEAR        |
| 219444 - | 2000 UY104             | 27 d'octubre de 2000   | Socorro              | LINEAR        |
| 219445 - | 2000 VQ23              | 1 de novembre de 2000  | Socorro              | LINEAR        |
| 219446 - | 2000 VM24              | 1 de novembre de 2000  | Socorro              | LINEAR        |
| 219447 - | 2000 VN25              | 1 de novembre de 2000  | Socorro              | LINEAR        |
| 219448 - | 2000 WN                | 16 de novembre de 2000 | Socorro              | LINEAR        |
| 219449 - | 2000 WM17              | 21 de novembre de 2000 | Socorro              | LINEAR        |
| 219450 - | 2000 WU47              | 21 de novembre de 2000 | Socorro              | LINEAR        |
| 219451 - | 2000 WD53              | 27 de novembre de 2000 | Kitt Peak            | Spacewatch    |
| 219452 - | 2000 WA78              | 20 de novembre de 2000 | Socorro              | LINEAR        |
| 219453 - | 2000 WV150             | 19 de novembre de 2000 | Socorro              | LINEAR        |
| 219454 - | 2000 WP153             | 29 de novembre de 2000 | Socorro              | LINEAR        |
| 219455 - | 2000 WY153             | 30 de novembre de 2000 | Socorro              | LINEAR        |
| 219456 - | 2000 WF165             | 23 de novembre de 2000 | Kitt Peak            | Spacewatch    |
| 219457 - | 2000 WY165             | 24 de novembre de 2000 | Anderson Mesa        | LONEOS        |
| 219458 - | 2000 XU2               | 1 de desembre de 2000  | Socorro              | LINEAR        |
| 219459 - | 2000 XT20              | 4 de desembre de 2000  | Socorro              | LINEAR        |
| 219460 - | 2000 XN36              | 5 de desembre de 2000  | Socorro              | LINEAR        |
| 219461 - | 2000 XY41              | 5 de desembre de 2000  | Socorro              | LINEAR        |
| 219462 - | 2000 YP1               | 17 de desembre de 2000 | Socorro              | LINEAR        |
| 219463 - | 2000 YV24              | 28 de desembre de 2000 | Kitt Peak            | Spacewatch    |
| 219464 - | 2000 YS36              | 30 de desembre de 2000 | Socorro              | LINEAR        |
| 219465 - | 2000 YR66              | 30 de desembre de 2000 | Socorro              | LINEAR        |
| 219466 - | 2001 AQ10              | 2 de gener de 2001     | Socorro              | LINEAR        |
| 219467 - | 2001 AN26              | 5 de gener de 2001     | Socorro              | LINEAR        |
| 219468 - | 2001 AU38              | 1 de gener de 2001     | Kitt Peak            | Spacewatch    |
| 219469 - | 2001 BS21              | 20 de gener de 2001    | Socorro              | LINEAR        |
| 219470 - | 2001 BJ23              | 20 de gener de 2001    | Socorro              | LINEAR        |
| 219471 - | 2001 BY59              | 26 de gener de 2001    | Socorro              | LINEAR        |
| 219472 - | 2001 CC                | 1 de febrer de 2001    | Kitt Peak            | Spacewatch    |
| 219473 - | 2001 CJ3               | 1 de febrer de 2001    | Socorro              | LINEAR        |
| 219474 - | 2001 CH24              | 1 de febrer de 2001    | Anderson Mesa        | LONEOS        |
| 219475 - | 2001 CS26              | 1 de febrer de 2001    | Kitt Peak            | Spacewatch    |
| 219476 - | 2001 CN36              | 15 de febrer de 2001   | Oizumi               | T. Kobayashi  |
| 219477 - | 2001 CW44              | 15 de febrer de 2001   | Socorro              | LINEAR        |
| 219478 - | 2001 CO47              | 12 de febrer de 2001   | Anderson Mesa        | LONEOS        |
| 219479 - | 2001 DB7               | 17 de febrer de 2001   | Eskridge             | Eskridge      |
| 219480 - | 2001 DJ9               | 16 de febrer de 2001   | Oaxaca               | J. M. Roe     |
| 219481 - | 2001 DF15              | 20 de febrer de 2001   | Haleakala            | NEAT          |
| 219482 - | 2001 DF29              | 17 de febrer de 2001   | Socorro              | LINEAR        |
| 219483 - | 2001 DQ35              | 19 de febrer de 2001   | Socorro              | LINEAR        |
| 219484 - | 2001 DX43              | 19 de febrer de 2001   | Socorro              | LINEAR        |
| 219485 - | 2001 DM82              | 22 de febrer de 2001   | Kitt Peak            | Spacewatch    |
| 219486 - | 2001 DZ93              | 19 de febrer de 2001   | Socorro              | LINEAR        |
| 219487 - | 2001 DE107             | 20 de febrer de 2001   | Kitt Peak            | Spacewatch    |
| 219488 - | 2001 EU2               | 3 de març de 2001      | Socorro              | LINEAR        |
| 219489 - | 2001 EG5               | 2 de març de 2001      | Anderson Mesa        | LONEOS        |
| 219490 - | 2001 EL26              | 2 de març de 2001      | Anderson Mesa        | LONEOS        |
| 219491 - | 2001 FK1               | 18 de març de 2001     | Prescott             | P. G. Comba   |
| 219492 - | 2001 FR32              | 18 de març de 2001     | Socorro              | LINEAR        |
| 219493 - | 2001 FD52              | 18 de març de 2001     | Socorro              | LINEAR        |
| 219494 - | 2001 FJ58              | 19 de març de 2001     | Socorro              | LINEAR        |
| 219495 - | 2001 FU73              | 19 de març de 2001     | Socorro              | LINEAR        |
| 219496 - | 2001 FK87              | 21 de març de 2001     | Anderson Mesa        | LONEOS        |
| 219497 - | 2001 FC88              | 21 de març de 2001     | Anderson Mesa        | LONEOS        |
| 219498 - | 2001 FR105             | 18 de març de 2001     | Anderson Mesa        | LONEOS        |
| 219499 - | 2001 FX108             | 18 de març de 2001     | Socorro              | LINEAR        |
| 219500 - | 2001 FN124             | 27 de març de 2001     | Anderson Mesa        | LONEOS        |

## 219501–219600
| Nom      | Designació provisional | Data de descobriment   | Lloc de descobriment | Descobridor/s  |
| -------- | ---------------------- | ---------------------- | -------------------- | -------------- |
| 219501 - | 2001 FL156             | 26 de març de 2001     | Haleakala            | NEAT           |
| 219502 - | 2001 FJ158             | 27 de març de 2001     | Haleakala            | NEAT           |
| 219503 - | 2001 FG164             | 18 de març de 2001     | Haleakala            | NEAT           |
| 219504 - | 2001 FL196             | 26 de març de 2001     | Socorro              | LINEAR         |
| 219505 - | 2001 HU42              | 16 d'abril de 2001     | Socorro              | LINEAR         |
| 219506 - | 2001 HQ47              | 18 d'abril de 2001     | Haleakala            | NEAT           |
| 219507 - | 2001 HT64              | 27 d'abril de 2001     | Haleakala            | NEAT           |
| 219508 - | 2001 KE6               | 17 de maig de 2001     | Socorro              | LINEAR         |
| 219509 - | 2001 KC16              | 18 de maig de 2001     | Socorro              | LINEAR         |
| 219510 - | 2001 MU16              | 27 de juny de 2001     | Palomar              | NEAT           |
| 219511 - | 2001 MU19              | 25 de juny de 2001     | Palomar              | NEAT           |
| 219512 - | 2001 NG5               | 13 de juliol de 2001   | Palomar              | NEAT           |
| 219513 - | 2001 OZ29              | 19 de juliol de 2001   | Palomar              | NEAT           |
| 219514 - | 2001 OQ31              | 22 de juliol de 2001   | Palomar              | NEAT           |
| 219515 - | 2001 OY39              | 20 de juliol de 2001   | Palomar              | NEAT           |
| 219516 - | 2001 OZ50              | 21 de juliol de 2001   | Palomar              | NEAT           |
| 219517 - | 2001 OH89              | 21 de juliol de 2001   | Haleakala            | NEAT           |
| 219518 - | 2001 PK20              | 10 d'agost de 2001     | Palomar              | NEAT           |
| 219519 - | 2001 QV44              | 16 d'agost de 2001     | Socorro              | LINEAR         |
| 219520 - | 2001 QG54              | 16 d'agost de 2001     | Socorro              | LINEAR         |
| 219521 - | 2001 QH54              | 16 d'agost de 2001     | Socorro              | LINEAR         |
| 219522 - | 2001 QH83              | 17 d'agost de 2001     | Socorro              | LINEAR         |
| 219523 - | 2001 QS84              | 18 d'agost de 2001     | Socorro              | LINEAR         |
| 219524 - | 2001 QZ93              | 22 d'agost de 2001     | Socorro              | LINEAR         |
| 219525 - | 2001 QG97              | 17 d'agost de 2001     | Socorro              | LINEAR         |
| 219526 - | 2001 QE117             | 17 d'agost de 2001     | Socorro              | LINEAR         |
| 219527 - | 2001 QK142             | 23 d'agost de 2001     | Anderson Mesa        | LONEOS         |
| 219528 - | 2001 QL149             | 22 d'agost de 2001     | Haleakala            | NEAT           |
| 219529 - | 2001 QC169             | 26 d'agost de 2001     | Palomar              | NEAT           |
| 219530 - | 2001 QE171             | 24 d'agost de 2001     | Socorro              | LINEAR         |
| 219531 - | 2001 QN173             | 25 d'agost de 2001     | Socorro              | LINEAR         |
| 219532 - | 2001 QF177             | 26 d'agost de 2001     | Kitt Peak            | Spacewatch     |
| 219533 - | 2001 QO184             | 21 d'agost de 2001     | Socorro              | LINEAR         |
| 219534 - | 2001 QH188             | 21 d'agost de 2001     | Haleakala            | NEAT           |
| 219535 - | 2001 QZ195             | 22 d'agost de 2001     | Palomar              | NEAT           |
| 219536 - | 2001 QV199             | 22 d'agost de 2001     | Socorro              | LINEAR         |
| 219537 - | 2001 QR201             | 22 d'agost de 2001     | Kitt Peak            | Spacewatch     |
| 219538 - | 2001 QR229             | 24 d'agost de 2001     | Anderson Mesa        | LONEOS         |
| 219539 - | 2001 QL238             | 24 d'agost de 2001     | Socorro              | LINEAR         |
| 219540 - | 2001 QD248             | 24 d'agost de 2001     | Socorro              | LINEAR         |
| 219541 - | 2001 QZ249             | 24 d'agost de 2001     | Haleakala            | NEAT           |
| 219542 - | 2001 QH268             | 20 d'agost de 2001     | Palomar              | NEAT           |
| 219543 - | 2001 QB293             | 16 d'agost de 2001     | Palomar              | NEAT           |
| 219544 - | 2001 RA6               | 8 de setembre de 2001  | Socorro              | LINEAR         |
| 219545 - | 2001 RN27              | 7 de setembre de 2001  | Socorro              | LINEAR         |
| 219546 - | 2001 RK34              | 8 de setembre de 2001  | Socorro              | LINEAR         |
| 219547 - | 2001 RD44              | 12 de setembre de 2001 | Palomar              | NEAT           |
| 219548 - | 2001 RA66              | 10 de setembre de 2001 | Socorro              | LINEAR         |
| 219549 - | 2001 RT73              | 10 de setembre de 2001 | Socorro              | LINEAR         |
| 219550 - | 2001 RQ78              | 10 de setembre de 2001 | Socorro              | LINEAR         |
| 219551 - | 2001 RZ83              | 11 de setembre de 2001 | Anderson Mesa        | LONEOS         |
| 219552 - | 2001 RY107             | 12 de setembre de 2001 | Socorro              | LINEAR         |
| 219553 - | 2001 RL115             | 12 de setembre de 2001 | Socorro              | LINEAR         |
| 219554 - | 2001 RM123             | 12 de setembre de 2001 | Socorro              | LINEAR         |
| 219555 - | 2001 RA125             | 12 de setembre de 2001 | Socorro              | LINEAR         |
| 219556 - | 2001 RM127             | 12 de setembre de 2001 | Socorro              | LINEAR         |
| 219557 - | 2001 RL132             | 12 de setembre de 2001 | Socorro              | LINEAR         |
| 219558 - | 2001 RE142             | 15 de setembre de 2001 | Palomar              | NEAT           |
| 219559 - | 2001 RK154             | 10 de setembre de 2001 | Socorro              | LINEAR         |
| 219560 - | 2001 SX                | 17 de setembre de 2001 | Desert Eagle         | W. K. Y. Yeung |
| 219561 - | 2001 SC26              | 16 de setembre de 2001 | Socorro              | LINEAR         |
| 219562 - | 2001 SO28              | 16 de setembre de 2001 | Socorro              | LINEAR         |
| 219563 - | 2001 SX31              | 16 de setembre de 2001 | Socorro              | LINEAR         |
| 219564 - | 2001 SU90              | 20 de setembre de 2001 | Socorro              | LINEAR         |
| 219565 - | 2001 SZ95              | 20 de setembre de 2001 | Socorro              | LINEAR         |
| 219566 - | 2001 SN101             | 20 de setembre de 2001 | Socorro              | LINEAR         |
| 219567 - | 2001 SB115             | 20 de setembre de 2001 | Desert Eagle         | W. K. Y. Yeung |
| 219568 - | 2001 SY117             | 16 de setembre de 2001 | Socorro              | LINEAR         |
| 219569 - | 2001 SR126             | 16 de setembre de 2001 | Socorro              | LINEAR         |
| 219570 - | 2001 ST129             | 16 de setembre de 2001 | Socorro              | LINEAR         |
| 219571 - | 2001 SU132             | 16 de setembre de 2001 | Socorro              | LINEAR         |
| 219572 - | 2001 SF142             | 16 de setembre de 2001 | Socorro              | LINEAR         |
| 219573 - | 2001 SP146             | 16 de setembre de 2001 | Socorro              | LINEAR         |
| 219574 - | 2001 SH159             | 17 de setembre de 2001 | Socorro              | LINEAR         |
| 219575 - | 2001 SC219             | 19 de setembre de 2001 | Socorro              | LINEAR         |
| 219576 - | 2001 SJ221             | 19 de setembre de 2001 | Socorro              | LINEAR         |
| 219577 - | 2001 ST221             | 19 de setembre de 2001 | Socorro              | LINEAR         |
| 219578 - | 2001 SQ234             | 19 de setembre de 2001 | Socorro              | LINEAR         |
| 219579 - | 2001 SK244             | 19 de setembre de 2001 | Socorro              | LINEAR         |
| 219580 - | 2001 SE252             | 19 de setembre de 2001 | Socorro              | LINEAR         |
| 219581 - | 2001 SN253             | 19 de setembre de 2001 | Socorro              | LINEAR         |
| 219582 - | 2001 SK304             | 19 de setembre de 2001 | Socorro              | LINEAR         |
| 219583 - | 2001 SM311             | 19 de setembre de 2001 | Socorro              | LINEAR         |
| 219584 - | 2001 SS317             | 19 de setembre de 2001 | Socorro              | LINEAR         |
| 219585 - | 2001 SB328             | 18 de setembre de 2001 | Anderson Mesa        | LONEOS         |
| 219586 - | 2001 SL337             | 20 de setembre de 2001 | Kitt Peak            | Spacewatch     |
| 219587 - | 2001 TH3               | 7 d'octubre de 2001    | Palomar              | NEAT           |
| 219588 - | 2001 TJ8               | 9 d'octubre de 2001    | Socorro              | LINEAR         |
| 219589 - | 2001 TA18              | 14 d'octubre de 2001   | Desert Eagle         | W. K. Y. Yeung |
| 219590 - | 2001 TQ18              | 15 d'octubre de 2001   | Emerald Lane         | L. Ball        |
| 219591 - | 2001 TB22              | 11 d'octubre de 2001   | Socorro              | LINEAR         |
| 219592 - | 2001 TS31              | 14 d'octubre de 2001   | Socorro              | LINEAR         |
| 219593 - | 2001 TN34              | 14 d'octubre de 2001   | Socorro              | LINEAR         |
| 219594 - | 2001 TC35              | 14 d'octubre de 2001   | Socorro              | LINEAR         |
| 219595 - | 2001 TR39              | 14 d'octubre de 2001   | Socorro              | LINEAR         |
| 219596 - | 2001 TE40              | 14 d'octubre de 2001   | Socorro              | LINEAR         |
| 219597 - | 2001 TJ44              | 14 d'octubre de 2001   | Socorro              | LINEAR         |
| 219598 - | 2001 TF49              | 15 d'octubre de 2001   | Desert Eagle         | W. K. Y. Yeung |
| 219599 - | 2001 TL55              | 14 d'octubre de 2001   | Socorro              | LINEAR         |
| 219600 - | 2001 TO57              | 13 d'octubre de 2001   | Socorro              | LINEAR         |

## 219601–219700
| Nom      | Designació provisional | Data de descobriment   | Lloc de descobriment | Descobridor/s  |
| -------- | ---------------------- | ---------------------- | -------------------- | -------------- |
| 219601 - | 2001 TK64              | 13 d'octubre de 2001   | Socorro              | LINEAR         |
| 219602 - | 2001 TU81              | 14 d'octubre de 2001   | Socorro              | LINEAR         |
| 219603 - | 2001 TO84              | 14 d'octubre de 2001   | Socorro              | LINEAR         |
| 219604 - | 2001 TB85              | 14 d'octubre de 2001   | Socorro              | LINEAR         |
| 219605 - | 2001 TD85              | 14 d'octubre de 2001   | Socorro              | LINEAR         |
| 219606 - | 2001 TN91              | 14 d'octubre de 2001   | Socorro              | LINEAR         |
| 219607 - | 2001 TT91              | 14 d'octubre de 2001   | Socorro              | LINEAR         |
| 219608 - | 2001 TO94              | 14 d'octubre de 2001   | Socorro              | LINEAR         |
| 219609 - | 2001 TD95              | 14 d'octubre de 2001   | Socorro              | LINEAR         |
| 219610 - | 2001 TN96              | 14 d'octubre de 2001   | Socorro              | LINEAR         |
| 219611 - | 2001 TF101             | 14 d'octubre de 2001   | Socorro              | LINEAR         |
| 219612 - | 2001 TX107             | 13 d'octubre de 2001   | Socorro              | LINEAR         |
| 219613 - | 2001 TC108             | 13 d'octubre de 2001   | Socorro              | LINEAR         |
| 219614 - | 2001 TO113             | 14 d'octubre de 2001   | Socorro              | LINEAR         |
| 219615 - | 2001 TH119             | 15 d'octubre de 2001   | Socorro              | LINEAR         |
| 219616 - | 2001 TM119             | 15 d'octubre de 2001   | Socorro              | LINEAR         |
| 219617 - | 2001 TP119             | 15 d'octubre de 2001   | Socorro              | LINEAR         |
| 219618 - | 2001 TY120             | 15 d'octubre de 2001   | Socorro              | LINEAR         |
| 219619 - | 2001 TY123             | 12 d'octubre de 2001   | Haleakala            | NEAT           |
| 219620 - | 2001 TM131             | 11 d'octubre de 2001   | Palomar              | NEAT           |
| 219621 - | 2001 TJ172             | 13 d'octubre de 2001   | Socorro              | LINEAR         |
| 219622 - | 2001 TP191             | 14 d'octubre de 2001   | Socorro              | LINEAR         |
| 219623 - | 2001 TY193             | 15 d'octubre de 2001   | Socorro              | LINEAR         |
| 219624 - | 2001 TS201             | 11 d'octubre de 2001   | Socorro              | LINEAR         |
| 219625 - | 2001 TY205             | 11 d'octubre de 2001   | Socorro              | LINEAR         |
| 219626 - | 2001 TW206             | 11 d'octubre de 2001   | Palomar              | NEAT           |
| 219627 - | 2001 TU210             | 13 d'octubre de 2001   | Anderson Mesa        | LONEOS         |
| 219628 - | 2001 TB211             | 13 d'octubre de 2001   | Palomar              | NEAT           |
| 219629 - | 2001 TC224             | 14 d'octubre de 2001   | Socorro              | LINEAR         |
| 219630 - | 2001 TZ235             | 15 d'octubre de 2001   | Palomar              | NEAT           |
| 219631 - | 2001 TX240             | 14 d'octubre de 2001   | Socorro              | LINEAR         |
| 219632 - | 2001 UC11              | 22 d'octubre de 2001   | Desert Eagle         | W. K. Y. Yeung |
| 219633 - | 2001 UN17              | 18 d'octubre de 2001   | Socorro              | LINEAR         |
| 219634 - | 2001 UK33              | 16 d'octubre de 2001   | Socorro              | LINEAR         |
| 219635 - | 2001 UV33              | 16 d'octubre de 2001   | Socorro              | LINEAR         |
| 219636 - | 2001 UD57              | 17 d'octubre de 2001   | Socorro              | LINEAR         |
| 219637 - | 2001 UP63              | 17 d'octubre de 2001   | Socorro              | LINEAR         |
| 219638 - | 2001 UB65              | 18 d'octubre de 2001   | Socorro              | LINEAR         |
| 219639 - | 2001 UF66              | 18 d'octubre de 2001   | Socorro              | LINEAR         |
| 219640 - | 2001 UR70              | 17 d'octubre de 2001   | Kitt Peak            | Spacewatch     |
| 219641 - | 2001 UQ76              | 17 d'octubre de 2001   | Socorro              | LINEAR         |
| 219642 - | 2001 UW76              | 17 d'octubre de 2001   | Socorro              | LINEAR         |
| 219643 - | 2001 UX76              | 17 d'octubre de 2001   | Socorro              | LINEAR         |
| 219644 - | 2001 UW81              | 20 d'octubre de 2001   | Socorro              | LINEAR         |
| 219645 - | 2001 UA82              | 20 d'octubre de 2001   | Socorro              | LINEAR         |
| 219646 - | 2001 UF101             | 20 d'octubre de 2001   | Socorro              | LINEAR         |
| 219647 - | 2001 UE114             | 22 d'octubre de 2001   | Socorro              | LINEAR         |
| 219648 - | 2001 UH119             | 22 d'octubre de 2001   | Socorro              | LINEAR         |
| 219649 - | 2001 US127             | 17 d'octubre de 2001   | Socorro              | LINEAR         |
| 219650 - | 2001 US134             | 21 d'octubre de 2001   | Socorro              | LINEAR         |
| 219651 - | 2001 UD160             | 23 d'octubre de 2001   | Socorro              | LINEAR         |
| 219652 - | 2001 UB162             | 23 d'octubre de 2001   | Socorro              | LINEAR         |
| 219653 - | 2001 UC172             | 18 d'octubre de 2001   | Palomar              | NEAT           |
| 219654 - | 2001 UR173             | 18 d'octubre de 2001   | Palomar              | NEAT           |
| 219655 - | 2001 UY213             | 23 d'octubre de 2001   | Anderson Mesa        | LONEOS         |
| 219656 - | 2001 UU217             | 24 d'octubre de 2001   | Palomar              | NEAT           |
| 219657 - | 2001 VA2               | 10 de novembre de 2001 | Heppenheim           | Starkenburg    |
| 219658 - | 2001 VD3               | 9 de novembre de 2001  | Kitt Peak            | Spacewatch     |
| 219659 - | 2001 VK6               | 9 de novembre de 2001  | Socorro              | LINEAR         |
| 219660 - | 2001 VC11              | 10 de novembre de 2001 | Socorro              | LINEAR         |
| 219661 - | 2001 VA12              | 10 de novembre de 2001 | Socorro              | LINEAR         |
| 219662 - | 2001 VM12              | 10 de novembre de 2001 | Socorro              | LINEAR         |
| 219663 - | 2001 VZ13              | 10 de novembre de 2001 | Socorro              | LINEAR         |
| 219664 - | 2001 VM17              | 9 de novembre de 2001  | Bergisch Gladbach    | W. Bickel      |
| 219665 - | 2001 VG19              | 9 de novembre de 2001  | Socorro              | LINEAR         |
| 219666 - | 2001 VG25              | 9 de novembre de 2001  | Socorro              | LINEAR         |
| 219667 - | 2001 VZ33              | 9 de novembre de 2001  | Socorro              | LINEAR         |
| 219668 - | 2001 VQ37              | 9 de novembre de 2001  | Socorro              | LINEAR         |
| 219669 - | 2001 VJ39              | 9 de novembre de 2001  | Socorro              | LINEAR         |
| 219670 - | 2001 VW49              | 10 de novembre de 2001 | Socorro              | LINEAR         |
| 219671 - | 2001 VS50              | 10 de novembre de 2001 | Socorro              | LINEAR         |
| 219672 - | 2001 VB80              | 9 de novembre de 2001  | Palomar              | NEAT           |
| 219673 - | 2001 VH88              | 12 de novembre de 2001 | Haleakala            | NEAT           |
| 219674 - | 2001 VV91              | 15 de novembre de 2001 | Socorro              | LINEAR         |
| 219675 - | 2001 VK92              | 15 de novembre de 2001 | Socorro              | LINEAR         |
| 219676 - | 2001 VY104             | 12 de novembre de 2001 | Socorro              | LINEAR         |
| 219677 - | 2001 VR105             | 12 de novembre de 2001 | Socorro              | LINEAR         |
| 219678 - | 2001 VB117             | 12 de novembre de 2001 | Socorro              | LINEAR         |
| 219679 - | 2001 VA121             | 12 de novembre de 2001 | Socorro              | LINEAR         |
| 219680 - | 2001 WS14              | 17 de novembre de 2001 | Kitt Peak            | Spacewatch     |
| 219681 - | 2001 WH18              | 17 de novembre de 2001 | Socorro              | LINEAR         |
| 219682 - | 2001 WA26              | 17 de novembre de 2001 | Socorro              | LINEAR         |
| 219683 - | 2001 WM32              | 17 de novembre de 2001 | Socorro              | LINEAR         |
| 219684 - | 2001 WO34              | 17 de novembre de 2001 | Socorro              | LINEAR         |
| 219685 - | 2001 WR36              | 17 de novembre de 2001 | Socorro              | LINEAR         |
| 219686 - | 2001 WE37              | 17 de novembre de 2001 | Socorro              | LINEAR         |
| 219687 - | 2001 WV37              | 17 de novembre de 2001 | Socorro              | LINEAR         |
| 219688 - | 2001 WW37              | 17 de novembre de 2001 | Socorro              | LINEAR         |
| 219689 - | 2001 WY38              | 17 de novembre de 2001 | Socorro              | LINEAR         |
| 219690 - | 2001 WD52              | 19 de novembre de 2001 | Socorro              | LINEAR         |
| 219691 - | 2001 WG61              | 19 de novembre de 2001 | Socorro              | LINEAR         |
| 219692 - | 2001 WT92              | 21 de novembre de 2001 | Socorro              | LINEAR         |
| 219693 - | 2001 XX1               | 8 de desembre de 2001  | Socorro              | LINEAR         |
| 219694 - | 2001 XM11              | 9 de desembre de 2001  | Socorro              | LINEAR         |
| 219695 - | 2001 XO16              | 10 de desembre de 2001 | Uccle                | T. Pauwels     |
| 219696 - | 2001 XW18              | 9 de desembre de 2001  | Socorro              | LINEAR         |
| 219697 - | 2001 XP20              | 9 de desembre de 2001  | Socorro              | LINEAR         |
| 219698 - | 2001 XF21              | 9 de desembre de 2001  | Socorro              | LINEAR         |
| 219699 - | 2001 XS21              | 9 de desembre de 2001  | Socorro              | LINEAR         |
| 219700 - | 2001 XS26              | 10 de desembre de 2001 | Socorro              | LINEAR         |

## 219701–219800
| Nom      | Designació provisional | Data de descobriment   | Lloc de descobriment | Descobridor/s  |
| -------- | ---------------------- | ---------------------- | -------------------- | -------------- |
| 219701 - | 2001 XA30              | 11 de desembre de 2001 | Socorro              | LINEAR         |
| 219702 - | 2001 XL33              | 11 de desembre de 2001 | Kitt Peak            | Spacewatch     |
| 219703 - | 2001 XB35              | 9 de desembre de 2001  | Socorro              | LINEAR         |
| 219704 - | 2001 XJ36              | 9 de desembre de 2001  | Socorro              | LINEAR         |
| 219705 - | 2001 XJ37              | 9 de desembre de 2001  | Socorro              | LINEAR         |
| 219706 - | 2001 XN43              | 9 de desembre de 2001  | Socorro              | LINEAR         |
| 219707 - | 2001 XV44              | 9 de desembre de 2001  | Socorro              | LINEAR         |
| 219708 - | 2001 XJ47              | 9 de desembre de 2001  | Socorro              | LINEAR         |
| 219709 - | 2001 XX49              | 10 de desembre de 2001 | Socorro              | LINEAR         |
| 219710 - | 2001 XW50              | 10 de desembre de 2001 | Socorro              | LINEAR         |
| 219711 - | 2001 XY50              | 10 de desembre de 2001 | Socorro              | LINEAR         |
| 219712 - | 2001 XQ57              | 10 de desembre de 2001 | Socorro              | LINEAR         |
| 219713 - | 2001 XG72              | 11 de desembre de 2001 | Socorro              | LINEAR         |
| 219714 - | 2001 XO74              | 11 de desembre de 2001 | Socorro              | LINEAR         |
| 219715 - | 2001 XE83              | 11 de desembre de 2001 | Socorro              | LINEAR         |
| 219716 - | 2001 XW83              | 11 de desembre de 2001 | Socorro              | LINEAR         |
| 219717 - | 2001 XH95              | 10 de desembre de 2001 | Socorro              | LINEAR         |
| 219718 - | 2001 XL97              | 10 de desembre de 2001 | Socorro              | LINEAR         |
| 219719 - | 2001 XR105             | 11 de desembre de 2001 | Uccle                | T. Pauwels     |
| 219720 - | 2001 XV109             | 11 de desembre de 2001 | Socorro              | LINEAR         |
| 219721 - | 2001 XH113             | 11 de desembre de 2001 | Socorro              | LINEAR         |
| 219722 - | 2001 XU114             | 13 de desembre de 2001 | Socorro              | LINEAR         |
| 219723 - | 2001 XK122             | 14 de desembre de 2001 | Socorro              | LINEAR         |
| 219724 - | 2001 XB126             | 14 de desembre de 2001 | Socorro              | LINEAR         |
| 219725 - | 2001 XE126             | 14 de desembre de 2001 | Socorro              | LINEAR         |
| 219726 - | 2001 XD127             | 14 de desembre de 2001 | Socorro              | LINEAR         |
| 219727 - | 2001 XK128             | 14 de desembre de 2001 | Socorro              | LINEAR         |
| 219728 - | 2001 XA132             | 14 de desembre de 2001 | Socorro              | LINEAR         |
| 219729 - | 2001 XU138             | 14 de desembre de 2001 | Socorro              | LINEAR         |
| 219730 - | 2001 XE140             | 14 de desembre de 2001 | Socorro              | LINEAR         |
| 219731 - | 2001 XU145             | 14 de desembre de 2001 | Socorro              | LINEAR         |
| 219732 - | 2001 XN152             | 14 de desembre de 2001 | Socorro              | LINEAR         |
| 219733 - | 2001 XR153             | 14 de desembre de 2001 | Socorro              | LINEAR         |
| 219734 - | 2001 XH163             | 14 de desembre de 2001 | Socorro              | LINEAR         |
| 219735 - | 2001 XX170             | 14 de desembre de 2001 | Socorro              | LINEAR         |
| 219736 - | 2001 XK171             | 14 de desembre de 2001 | Socorro              | LINEAR         |
| 219737 - | 2001 XM174             | 14 de desembre de 2001 | Socorro              | LINEAR         |
| 219738 - | 2001 XY189             | 14 de desembre de 2001 | Socorro              | LINEAR         |
| 219739 - | 2001 XY190             | 14 de desembre de 2001 | Socorro              | LINEAR         |
| 219740 - | 2001 XE212             | 11 de desembre de 2001 | Socorro              | LINEAR         |
| 219741 - | 2001 XF224             | 15 de desembre de 2001 | Socorro              | LINEAR         |
| 219742 - | 2001 XQ224             | 15 de desembre de 2001 | Socorro              | LINEAR         |
| 219743 - | 2001 XZ233             | 15 de desembre de 2001 | Socorro              | LINEAR         |
| 219744 - | 2001 XW238             | 15 de desembre de 2001 | Socorro              | LINEAR         |
| 219745 - | 2001 XA239             | 15 de desembre de 2001 | Socorro              | LINEAR         |
| 219746 - | 2001 XQ239             | 15 de desembre de 2001 | Socorro              | LINEAR         |
| 219747 - | 2001 XT247             | 15 de desembre de 2001 | Socorro              | LINEAR         |
| 219748 - | 2001 XZ247             | 13 de desembre de 2001 | Palomar              | NEAT           |
| 219749 - | 2001 XN256             | 7 de desembre de 2001  | Socorro              | LINEAR         |
| 219750 - | 2001 YE                | 17 de desembre de 2001 | Palomar              | NEAT           |
| 219751 - | 2001 YL8               | 17 de desembre de 2001 | Socorro              | LINEAR         |
| 219752 - | 2001 YK13              | 17 de desembre de 2001 | Socorro              | LINEAR         |
| 219753 - | 2001 YN22              | 18 de desembre de 2001 | Socorro              | LINEAR         |
| 219754 - | 2001 YD26              | 18 de desembre de 2001 | Socorro              | LINEAR         |
| 219755 - | 2001 YR26              | 18 de desembre de 2001 | Socorro              | LINEAR         |
| 219756 - | 2001 YK28              | 18 de desembre de 2001 | Socorro              | LINEAR         |
| 219757 - | 2001 YQ32              | 18 de desembre de 2001 | Socorro              | LINEAR         |
| 219758 - | 2001 YW33              | 18 de desembre de 2001 | Socorro              | LINEAR         |
| 219759 - | 2001 YP60              | 18 de desembre de 2001 | Socorro              | LINEAR         |
| 219760 - | 2001 YQ60              | 18 de desembre de 2001 | Socorro              | LINEAR         |
| 219761 - | 2001 YR76              | 18 de desembre de 2001 | Socorro              | LINEAR         |
| 219762 - | 2001 YJ79              | 18 de desembre de 2001 | Socorro              | LINEAR         |
| 219763 - | 2001 YH86              | 18 de desembre de 2001 | Socorro              | LINEAR         |
| 219764 - | 2001 YK87              | 18 de desembre de 2001 | Socorro              | LINEAR         |
| 219765 - | 2001 YO91              | 17 de desembre de 2001 | Palomar              | NEAT           |
| 219766 - | 2001 YS93              | 18 de desembre de 2001 | Kitt Peak            | Spacewatch     |
| 219767 - | 2001 YY96              | 17 de desembre de 2001 | Socorro              | LINEAR         |
| 219768 - | 2001 YZ108             | 18 de desembre de 2001 | Socorro              | LINEAR         |
| 219769 - | 2001 YY125             | 17 de desembre de 2001 | Socorro              | LINEAR         |
| 219770 - | 2001 YZ130             | 17 de desembre de 2001 | Socorro              | LINEAR         |
| 219771 - | 2001 YZ135             | 22 de desembre de 2001 | Socorro              | LINEAR         |
| 219772 - | 2001 YX137             | 22 de desembre de 2001 | Socorro              | LINEAR         |
| 219773 - | 2001 YD138             | 20 de desembre de 2001 | Palomar              | NEAT           |
| 219774 - | 2001 YY145             | 18 de desembre de 2001 | Anderson Mesa        | LONEOS         |
| 219775 - | 2002 AU2               | 6 de gener de 2002     | Socorro              | LINEAR         |
| 219776 - | 2002 AX4               | 9 de gener de 2002     | Oaxaca               | J. M. Roe      |
| 219777 - | 2002 AY5               | 4 de gener de 2002     | Palomar              | NEAT           |
| 219778 - | 2002 AQ8               | 6 de gener de 2002     | Kitt Peak            | Spacewatch     |
| 219779 - | 2002 AS13              | 11 de gener de 2002    | Desert Eagle         | W. K. Y. Yeung |
| 219780 - | 2002 AF15              | 6 de gener de 2002     | Socorro              | LINEAR         |
| 219781 - | 2002 AA25              | 8 de gener de 2002     | Palomar              | NEAT           |
| 219782 - | 2002 AB28              | 7 de gener de 2002     | Anderson Mesa        | LONEOS         |
| 219783 - | 2002 AL28              | 7 de gener de 2002     | Anderson Mesa        | LONEOS         |
| 219784 - | 2002 AK30              | 9 de gener de 2002     | Socorro              | LINEAR         |
| 219785 - | 2002 AK65              | 11 de gener de 2002    | Socorro              | LINEAR         |
| 219786 - | 2002 AY76              | 8 de gener de 2002     | Socorro              | LINEAR         |
| 219787 - | 2002 AB83              | 9 de gener de 2002     | Socorro              | LINEAR         |
| 219788 - | 2002 AN85              | 9 de gener de 2002     | Socorro              | LINEAR         |
| 219789 - | 2002 AS85              | 9 de gener de 2002     | Socorro              | LINEAR         |
| 219790 - | 2002 AD87              | 9 de gener de 2002     | Socorro              | LINEAR         |
| 219791 - | 2002 AE95              | 8 de gener de 2002     | Socorro              | LINEAR         |
| 219792 - | 2002 AZ100             | 8 de gener de 2002     | Socorro              | LINEAR         |
| 219793 - | 2002 AM101             | 8 de gener de 2002     | Socorro              | LINEAR         |
| 219794 - | 2002 AD104             | 9 de gener de 2002     | Socorro              | LINEAR         |
| 219795 - | 2002 AK121             | 9 de gener de 2002     | Socorro              | LINEAR         |
| 219796 - | 2002 AZ132             | 8 de gener de 2002     | Socorro              | LINEAR         |
| 219797 - | 2002 AD133             | 8 de gener de 2002     | Socorro              | LINEAR         |
| 219798 - | 2002 AW135             | 9 de gener de 2002     | Socorro              | LINEAR         |
| 219799 - | 2002 AA142             | 13 de gener de 2002    | Socorro              | LINEAR         |
| 219800 - | 2002 AD146             | 13 de gener de 2002    | Socorro              | LINEAR         |

## 219801–219900
| Nom      | Designació provisional | Data de descobriment | Lloc de descobriment | Descobridor/s              |
| -------- | ---------------------- | -------------------- | -------------------- | -------------------------- |
| 219801 - | 2002 AY146             | 13 de gener de 2002  | Socorro              | LINEAR                     |
| 219802 - | 2002 AC150             | 14 de gener de 2002  | Socorro              | LINEAR                     |
| 219803 - | 2002 AX151             | 14 de gener de 2002  | Socorro              | LINEAR                     |
| 219804 - | 2002 AF155             | 14 de gener de 2002  | Socorro              | LINEAR                     |
| 219805 - | 2002 AN157             | 13 de gener de 2002  | Socorro              | LINEAR                     |
| 219806 - | 2002 AZ163             | 13 de gener de 2002  | Socorro              | LINEAR                     |
| 219807 - | 2002 AO173             | 14 de gener de 2002  | Socorro              | LINEAR                     |
| 219808 - | 2002 AT180             | 5 de gener de 2002   | Palomar              | NEAT                       |
| 219809 - | 2002 AQ186             | 8 de gener de 2002   | Socorro              | LINEAR                     |
| 219810 - | 2002 AC187             | 8 de gener de 2002   | Socorro              | LINEAR                     |
| 219811 - | 2002 AF189             | 10 de gener de 2002  | Palomar              | NEAT                       |
| 219812 - | 2002 AM193             | 12 de gener de 2002  | Kitt Peak            | Spacewatch                 |
| 219813 - | 2002 AQ197             | 14 de gener de 2002  | Palomar              | NEAT                       |
| 219814 - | 2002 BA3               | 18 de gener de 2002  | Anderson Mesa        | LONEOS                     |
| 219815 - | 2002 BX4               | 19 de gener de 2002  | Anderson Mesa        | LONEOS                     |
| 219816 - | 2002 BD23              | 23 de gener de 2002  | Socorro              | LINEAR                     |
| 219817 - | 2002 BK23              | 23 de gener de 2002  | Socorro              | LINEAR                     |
| 219818 - | 2002 BN23              | 23 de gener de 2002  | Socorro              | LINEAR                     |
| 219819 - | 2002 BE24              | 23 de gener de 2002  | Socorro              | LINEAR                     |
| 219820 - | 2002 BD26              | 26 de gener de 2002  | Socorro              | LINEAR                     |
| 219821 - | 2002 BW26              | 17 de gener de 2002  | Palomar              | NEAT                       |
| 219822 - | 2002 CB4               | 3 de febrer de 2002  | Palomar              | NEAT                       |
| 219823 - | 2002 CE17              | 6 de febrer de 2002  | Socorro              | LINEAR                     |
| 219824 - | 2002 CH17              | 6 de febrer de 2002  | Socorro              | LINEAR                     |
| 219825 - | 2002 CG20              | 4 de febrer de 2002  | Palomar              | NEAT                       |
| 219826 - | 2002 CA28              | 6 de febrer de 2002  | Socorro              | LINEAR                     |
| 219827 - | 2002 CQ35              | 7 de febrer de 2002  | Socorro              | LINEAR                     |
| 219828 - | 2002 CW36              | 7 de febrer de 2002  | Socorro              | LINEAR                     |
| 219829 - | 2002 CR39              | 7 de febrer de 2002  | San Marcello         | L. Tesi, M. Tombelli       |
| 219830 - | 2002 CB49              | 3 de febrer de 2002  | Haleakala            | NEAT                       |
| 219841 - | 2002 CJ136             | 8 de febrer de 2002  | Socorro              | LINEAR                     |
| 219842 - | 2002 CY145             | 9 de febrer de 2002  | Socorro              | LINEAR                     |
| 219843 - | 2002 CV147             | 10 de febrer de 2002 | Socorro              | LINEAR                     |
| 219844 - | 2002 CQ148             | 10 de febrer de 2002 | Socorro              | LINEAR                     |
| 219845 - | 2002 CZ178             | 10 de febrer de 2002 | Socorro              | LINEAR                     |
| 219846 - | 2002 CL179             | 10 de febrer de 2002 | Socorro              | LINEAR                     |
| 219847 - | 2002 CX198             | 10 de febrer de 2002 | Socorro              | LINEAR                     |
| 219848 - | 2002 CO199             | 10 de febrer de 2002 | Socorro              | LINEAR                     |
| 219849 - | 2002 CS204             | 10 de febrer de 2002 | Socorro              | LINEAR                     |
| 219850 - | 2002 CA205             | 10 de febrer de 2002 | Socorro              | LINEAR                     |
| 219851 - | 2002 CP210             | 10 de febrer de 2002 | Socorro              | LINEAR                     |
| 219852 - | 2002 CL212             | 10 de febrer de 2002 | Socorro              | LINEAR                     |
| 219853 - | 2002 CU212             | 10 de febrer de 2002 | Socorro              | LINEAR                     |
| 219854 - | 2002 CS219             | 10 de febrer de 2002 | Socorro              | LINEAR                     |
| 219855 - | 2002 CE220             | 10 de febrer de 2002 | Socorro              | LINEAR                     |
| 219856 - | 2002 CN225             | 8 de febrer de 2002  | Palomar              | NEAT                       |
| 219857 - | 2002 CB230             | 11 de febrer de 2002 | Kitt Peak            | Spacewatch                 |
| 219858 - | 2002 CD232             | 8 de febrer de 2002  | Socorro              | LINEAR                     |
| 219859 - | 2002 CX245             | 14 de febrer de 2002 | Haleakala            | NEAT                       |
| 219860 - | 2002 CN246             | 15 de febrer de 2002 | Kitt Peak            | Spacewatch                 |
| 219861 - | 2002 CP250             | 6 de febrer de 2002  | Kitt Peak            | M. W. Buie                 |
| 219862 - | 2002 CM251             | 3 de febrer de 2002  | Anderson Mesa        | LONEOS                     |
| 219863 - | 2002 CV252             | 4 de febrer de 2002  | Anderson Mesa        | LONEOS                     |
| 219864 - | 2002 CK254             | 5 de febrer de 2002  | Palomar              | NEAT                       |
| 219865 - | 2002 CN254             | 5 de febrer de 2002  | Palomar              | NEAT                       |
| 219866 - | 2002 CS266             | 7 de febrer de 2002  | Palomar              | NEAT                       |
| 219867 - | 2002 CM270             | 7 de febrer de 2002  | Kitt Peak            | Spacewatch                 |
| 219868 - | 2002 CV273             | 8 de febrer de 2002  | Kitt Peak            | Spacewatch                 |
| 219869 - | 2002 CX277             | 7 de febrer de 2002  | Palomar              | NEAT                       |
| 219870 - | 2002 CB283             | 8 de febrer de 2002  | Kitt Peak            | Spacewatch                 |
| 219871 - | 2002 CC286             | 10 de febrer de 2002 | Socorro              | LINEAR                     |
| 219872 - | 2002 CY301             | 12 de febrer de 2002 | Socorro              | LINEAR                     |
| 219873 - | 2002 CG307             | 8 de febrer de 2002  | Socorro              | LINEAR                     |
| 219874 - | 2002 CU314             | 13 de febrer de 2002 | Apache Point         | SDSS                       |
| 219875 - | 2002 DX5               | 16 de febrer de 2002 | Palomar              | NEAT                       |
| 219876 - | 2002 DK7               | 19 de febrer de 2002 | Socorro              | LINEAR                     |
| 219877 - | 2002 DD15              | 16 de febrer de 2002 | Palomar              | NEAT                       |
| 219878 - | 2002 EH2               | 9 de març de 2002    | Bohyunsan            | Bohyunsan                  |
| 219879 - | 2002 ET4               | 10 de març de 2002   | Cima Ekar            | Asiago-DLR Asteroid Survey |
| 219880 - | 2002 EO8               | 11 de març de 2002   | Cima Ekar            | Asiago-DLR Asteroid Survey |
| 219881 - | 2002 ES32              | 11 de març de 2002   | Palomar              | NEAT                       |
| 219882 - | 2002 EY36              | 9 de març de 2002    | Kitt Peak            | Spacewatch                 |
| 219883 - | 2002 EB38              | 10 de març de 2002   | Kitt Peak            | Spacewatch                 |
| 219884 - | 2002 EH49              | 12 de març de 2002   | Palomar              | NEAT                       |
| 219885 - | 2002 EP58              | 13 de març de 2002   | Socorro              | LINEAR                     |
| 219886 - | 2002 ER58              | 13 de març de 2002   | Socorro              | LINEAR                     |
| 219887 - | 2002 EZ61              | 13 de març de 2002   | Socorro              | LINEAR                     |
| 219888 - | 2002 EU64              | 13 de març de 2002   | Socorro              | LINEAR                     |
| 219889 - | 2002 EJ66              | 13 de març de 2002   | Socorro              | LINEAR                     |
| 219890 - | 2002 EO80              | 12 de març de 2002   | Palomar              | NEAT                       |
| 219891 - | 2002 EK83              | 13 de març de 2002   | Palomar              | NEAT                       |
| 219892 - | 2002 EF95              | 14 de març de 2002   | Socorro              | LINEAR                     |
| 219893 - | 2002 EQ96              | 11 de març de 2002   | Kitt Peak            | Spacewatch                 |
| 219894 - | 2002 EK108             | 9 de març de 2002    | Palomar              | NEAT                       |
| 219895 - | 2002 EJ109             | 9 de març de 2002    | Kitt Peak            | Spacewatch                 |
| 219896 - | 2002 EW111             | 9 de març de 2002    | Kitt Peak            | Spacewatch                 |
| 219897 - | 2002 ET114             | 10 de març de 2002   | Kitt Peak            | Spacewatch                 |
| 219898 - | 2002 ER118             | 10 de març de 2002   | Kitt Peak            | Spacewatch                 |
| 219899 - | 2002 EH119             | 10 de març de 2002   | Kitt Peak            | Spacewatch                 |
| 219900 - | 2002 ET125             | 11 de març de 2002   | Palomar              | NEAT                       |

## 219901–220000
| Nom      | Designació provisional | Data de descobriment | Lloc de descobriment | Descobridor/s          |
| -------- | ---------------------- | -------------------- | -------------------- | ---------------------- |
| 219901 - | 2002 EC132             | 13 de març de 2002   | Kitt Peak            | Spacewatch             |
| 219902 - | 2002 EG134             | 14 de març de 2002   | Palomar              | NEAT                   |
| 219903 - | 2002 ES135             | 14 de març de 2002   | Anderson Mesa        | LONEOS                 |
| 219904 - | 2002 EL136             | 12 de març de 2002   | Palomar              | NEAT                   |
| 219905 - | 2002 ET140             | 12 de març de 2002   | Palomar              | NEAT                   |
| 219906 - | 2002 ES148             | 15 de març de 2002   | Palomar              | NEAT                   |
| 219907 - | 2002 EL160             | 15 de març de 2002   | Palomar              | NEAT                   |
| 219908 - | 2002 ES161             | 6 de març de 2002    | Palomar              | NEAT                   |
| 219909 - | 2002 FF8               | 16 de març de 2002   | Socorro              | LINEAR                 |
| 219910 - | 2002 FX23              | 18 de març de 2002   | Kitt Peak            | Spacewatch             |
| 219911 - | 2002 FD25              | 19 de març de 2002   | Palomar              | NEAT                   |
| 219912 - | 2002 FR41              | 20 de març de 2002   | Kitt Peak            | Spacewatch             |
| 219913 - | 2002 GE1               | 3 d'abril de 2002    | Drebach              | G. Lehmann, J. Kandler |
| 219914 - | 2002 GX7               | 14 d'abril de 2002   | Desert Eagle         | W. K. Y. Yeung         |
| 219915 - | 2002 GB9               | 14 d'abril de 2002   | Desert Eagle         | W. K. Y. Yeung         |
| 219916 - | 2002 GZ13              | 14 d'abril de 2002   | Socorro              | LINEAR                 |
| 219917 - | 2002 GP26              | 8 d'abril de 2002    | Palomar              | NEAT                   |
| 219918 - | 2002 GZ37              | 3 d'abril de 2002    | Kitt Peak            | Spacewatch             |
| 219919 - | 2002 GA57              | 8 d'abril de 2002    | Kitt Peak            | Spacewatch             |
| 219920 - | 2002 GV61              | 8 d'abril de 2002    | Palomar              | NEAT                   |
| 219921 - | 2002 GX65              | 8 d'abril de 2002    | Palomar              | NEAT                   |
| 219922 - | 2002 GH66              | 8 d'abril de 2002    | Palomar              | NEAT                   |
| 219923 - | 2002 GK71              | 9 d'abril de 2002    | Anderson Mesa        | LONEOS                 |
| 219924 - | 2002 GY71              | 9 d'abril de 2002    | Anderson Mesa        | LONEOS                 |
| 219925 - | 2002 GB75              | 9 d'abril de 2002    | Palomar              | NEAT                   |
| 219926 - | 2002 GZ76              | 9 d'abril de 2002    | Anderson Mesa        | LONEOS                 |
| 219927 - | 2002 GK85              | 10 d'abril de 2002   | Socorro              | LINEAR                 |
| 219928 - | 2002 GC87              | 10 d'abril de 2002   | Socorro              | LINEAR                 |
| 219929 - | 2002 GZ90              | 8 d'abril de 2002    | Palomar              | NEAT                   |
| 219930 - | 2002 GO94              | 9 d'abril de 2002    | Socorro              | LINEAR                 |
| 219931 - | 2002 GW94              | 9 d'abril de 2002    | Socorro              | LINEAR                 |
| 219932 - | 2002 GS96              | 9 d'abril de 2002    | Socorro              | LINEAR                 |
| 219933 - | 2002 GF100             | 10 d'abril de 2002   | Socorro              | LINEAR                 |
| 219934 - | 2002 GD109             | 11 d'abril de 2002   | Socorro              | LINEAR                 |
| 219935 - | 2002 GH128             | 12 d'abril de 2002   | Socorro              | LINEAR                 |
| 219936 - | 2002 GS131             | 12 d'abril de 2002   | Socorro              | LINEAR                 |
| 219937 - | 2002 GQ132             | 12 d'abril de 2002   | Socorro              | LINEAR                 |
| 219938 - | 2002 GY138             | 13 d'abril de 2002   | Palomar              | NEAT                   |
| 219939 - | 2002 GN139             | 13 d'abril de 2002   | Palomar              | NEAT                   |
| 219940 - | 2002 GD144             | 11 d'abril de 2002   | Socorro              | LINEAR                 |
| 219941 - | 2002 GT145             | 12 d'abril de 2002   | Socorro              | LINEAR                 |
| 219942 - | 2002 GU145             | 12 d'abril de 2002   | Socorro              | LINEAR                 |
| 219943 - | 2002 GS148             | 14 d'abril de 2002   | Socorro              | LINEAR                 |
| 219944 - | 2002 GZ148             | 14 d'abril de 2002   | Palomar              | NEAT                   |
| 219945 - | 2002 GN150             | 14 d'abril de 2002   | Socorro              | LINEAR                 |
| 219946 - | 2002 GP158             | 13 d'abril de 2002   | Palomar              | NEAT                   |
| 219947 - | 2002 GC160             | 14 d'abril de 2002   | Palomar              | NEAT                   |
| 219948 - | 2002 GX164             | 14 d'abril de 2002   | Palomar              | NEAT                   |
| 219949 - | 2002 GR167             | 9 d'abril de 2002    | Socorro              | LINEAR                 |
| 219950 - | 2002 GA168             | 9 d'abril de 2002    | Socorro              | LINEAR                 |
| 219951 - | 2002 GF173             | 10 d'abril de 2002   | Socorro              | LINEAR                 |
| 219952 - | 2002 GA174             | 10 d'abril de 2002   | Socorro              | LINEAR                 |
| 219953 - | 2002 GB180             | 8 d'abril de 2002    | Palomar              | NEAT                   |
| 219954 - | 2002 GL184             | 5 d'abril de 2002    | Palomar              | NEAT                   |
| 219955 - | 2002 HB1               | 16 d'abril de 2002   | Socorro              | LINEAR                 |
| 219956 - | 2002 HM17              | 21 d'abril de 2002   | Kitt Peak            | Spacewatch             |
| 219957 - | 2002 JZ4               | 5 de maig de 2002    | Desert Eagle         | W. K. Y. Yeung         |
| 219958 - | 2002 JG16              | 9 de maig de 2002    | Nogales              | Tenagra II             |
| 219959 - | 2002 JC20              | 6 de maig de 2002    | Palomar              | NEAT                   |
| 219960 - | 2002 JD54              | 9 de maig de 2002    | Socorro              | LINEAR                 |
| 219961 - | 2002 JP60              | 10 de maig de 2002   | Palomar              | NEAT                   |
| 219962 - | 2002 JM72              | 8 de maig de 2002    | Socorro              | LINEAR                 |
| 219963 - | 2002 JO84              | 11 de maig de 2002   | Socorro              | LINEAR                 |
| 219964 - | 2002 JE85              | 11 de maig de 2002   | Socorro              | LINEAR                 |
| 219965 - | 2002 JG85              | 11 de maig de 2002   | Socorro              | LINEAR                 |
| 219966 - | 2002 JP86              | 11 de maig de 2002   | Socorro              | LINEAR                 |
| 219967 - | 2002 JX93              | 11 de maig de 2002   | Socorro              | LINEAR                 |
| 219968 - | 2002 JC95              | 11 de maig de 2002   | Socorro              | LINEAR                 |
| 219969 - | 2002 JB108             | 14 de maig de 2002   | Palomar              | NEAT                   |
| 219970 - | 2002 JR116             | 4 de maig de 2002    | Palomar              | NEAT                   |
| 219971 - | 2002 JC119             | 5 de maig de 2002    | Anderson Mesa        | LONEOS                 |
| 219972 - | 2002 JL119             | 5 de maig de 2002    | Kitt Peak            | Spacewatch             |
| 219973 - | 2002 JU128             | 7 de maig de 2002    | Palomar              | NEAT                   |
| 219974 - | 2002 JM137             | 9 de maig de 2002    | Palomar              | NEAT                   |
| 219975 - | 2002 KA11              | 16 de maig de 2002   | Haleakala            | NEAT                   |
| 219976 - | 2002 LD                | 1 de juny de 2002    | Palomar              | NEAT                   |
| 219977 - | 2002 LM2               | 2 de juny de 2002    | Anderson Mesa        | LONEOS                 |
| 219978 - | 2002 LC22              | 8 de juny de 2002    | Socorro              | LINEAR                 |
| 219979 - | 2002 LT23              | 8 de juny de 2002    | Socorro              | LINEAR                 |
| 219980 - | 2002 LH37              | 10 de juny de 2002   | Socorro              | LINEAR                 |
| 219981 - | 2002 LL49              | 6 de juny de 2002    | Haleakala            | NEAT                   |
| 219982 - | 2002 LE50              | 8 de juny de 2002    | Socorro              | LINEAR                 |
| 219983 - | 2002 LU61              | 1 de juny de 2002    | Palomar              | NEAT                   |
| 219984 - | 2002 NJ23              | 9 de juliol de 2002  | Socorro              | LINEAR                 |
| 219985 - | 2002 NO34              | 9 de juliol de 2002  | Socorro              | LINEAR                 |
| 219986 - | 2002 NY42              | 15 de juliol de 2002 | Palomar              | NEAT                   |
| 219987 - | 2002 NE44              | 11 de juliol de 2002 | Campo Imperatore     | CINEOS                 |
| 219988 - | 2002 NA46              | 13 de juliol de 2002 | Palomar              | NEAT                   |
| 219989 - | 2002 NK52              | 14 de juliol de 2002 | Palomar              | NEAT                   |
| 219990 - | 2002 NN64              | 2 de juliol de 2002  | Palomar              | NEAT                   |
| 219991 - | 2002 NC65              | 9 de juliol de 2002  | Palomar              | NEAT                   |
| 219992 - | 2002 OO4               | 18 de juliol de 2002 | Palomar              | NEAT                   |
| 219993 - | 2002 OL13              | 18 de juliol de 2002 | Socorro              | LINEAR                 |
| 219994 - | 2002 OJ18              | 18 de juliol de 2002 | Socorro              | LINEAR                 |
| 219995 - | 2002 PP12              | 5 d'agost de 2002    | Palomar              | NEAT                   |
| 219996 - | 2002 PV13              | 6 d'agost de 2002    | Palomar              | NEAT                   |
| 219997 - | 2002 PL16              | 6 d'agost de 2002    | Palomar              | NEAT                   |
| 219998 - | 2002 PG23              | 6 d'agost de 2002    | Palomar              | NEAT                   |
| 219999 - | 2002 PP26              | 6 d'agost de 2002    | Palomar              | NEAT                   |
| 220000 - | 2002 PQ30              | 6 d'agost de 2002    | Palomar              | NEAT                   |